# Liste der Kulturdenkmale in Innenstadt (Görlitz), A–Be
In der Liste der Kulturdenkmale in Innenstadt (Görlitz), A–Be sind sämtliche Kulturdenkmale der Görlitzer Innenstadt verzeichnet, die bis November 2017 vom Landesamt für Denkmalpflege Sachsen erfasst wurden (ohne archäologische Kulturdenkmale) und deren Straßenname mit den entsprechenden Anfangsbuchstaben beginnt. Die Anmerkungen sind zu beachten.
Diese Liste ist eine Teilliste der Liste der Kulturdenkmale in Görlitz.

## Liste der Kulturdenkmale in Innenstadt (Görlitz), A–Be
| Bild                                    | Bezeichnung | Lage                                                                 | Datierung | Beschreibung | ID       |
| --------------------------------------- | --- | -------------------------------------------------------------------- | --- | --- | -------- |
| Weitere Bilder                          | Eisenbahnviadukt über die Neiße bis Staatsgrenze und Brückenwärterhäuschen an der Strecke unmittelbar neben der Überführung der Blockhausstraße | – (Karte)                                                            | 1844–1847 (Viadukt); 1875 (Bahnwärterhaus) | Eisenbahnstrecke Görlitz – Breslau (Wrocław); eisenbahngeschichtlich und technikgeschichtlich von Bedeutung. Erbauer des Viadukts Baumeister Kießler, 30 Bögen, Granitsteine vom Limasberge, Wärterhäuschen an der Strecke unmittelbar neben der Überführung der Blockhausstraße, kleiner Bau mit Krüppelwalmdach. Viadukt dargestellt auf Kachelbild in der Bismarckstraße 19. Südlich des Viadukts, schon in Inselhöhe, war Wasserhebeanstalt der Bahn. | 09281860 |
|                                         | Mietshaus mit Läden, mit Brautwiesenplatz 1 Kopfbau zum Brautwiesenplatz | Am Brautwiesentunnel 2 (Karte)                                       | Um 1895 | Baugeschichtlich und städtebaulich von Bedeutung | 09281217 |
| Weitere Bilder                          | Gärtnerhaus, Pflanzenhaus und Werkstattgebäude (Am Stadtpark 1b), Pergola im Rosengarten, Springbrunnen, Kriegerdenkmal zur Erinnerung an 1813, Humboldtdenkmal, die Skulpturen „Sterbender Krieger“ und „Mädchen mit Hase“, Ausstattung wie Pflanzgefäße, Vogeltränken, Sonnenuhr und Steintisch, Freilichtbühne und Toilettenhäuschen sowie Stadtpark (Gartendenkmal) | Am Stadtpark, westlich und östlich der Dr.-Kahlbaum-Allee (Karte)    | Ab 1829 (einstiges Gärtnerhaus); 1871 (Humboldt–Denkmal); um 1900 (Bedürfnisanstalt); 1909 (bezeichnet, Sterbender Krieger); um 1930 (Mädchen mit Hase) | Ortsgeschichtlich, künstlerisch, gartenkünstlerisch und städtebaulich von Bedeutung. Beginn der Anlage unter Demiani (Bürgermeister). | 09282978 |
| Weitere Bilder                          | Stadthalle mit dem gesamten umgebenden Garten, Gartenterrasse, Steinbank und Brunnen sowie Meridianstein 15. Grad östlicher Länge | Am Stadtpark 1 (Karte)                                               | 1910 (Stadthalle); 1961 (Meridianstein) | Gestalterisch bemerkenswerter Repräsentationsbau im Stil des Neoklassizismus und des Jugendstils, von Bernhard Sehring, einem der bedeutendsten deutschen Theaterarchitekten der Kaiserzeit, Anlage baukünstlerisch und gartenkünstlerisch sowie ortsgeschichtlich von Bedeutung. Beschreibung des Gartendenkmals (Ragnhild Kober, 19. Dezember 2008): im Norden der Stadthalle der ehemalige Stadthallengarten mit Terrasse, dem Brunnen (Brunnenfigur fehlt), Altbaumbestand und Resten des Einfriedungszaunes, im Westen der Stadthalle Stützmauer mit Resten einer Bank und halbkreisförmige Mauer mit Bank, im Südwesten der Stadthalle Meridianstein 15. Grad östlicher Länge (1961, C. Däunert) | 09280998 |
|                                         | Wohnhaus in nach links geschlossener Bebauung, mit Vorgarten | Am Stadtpark 2 (Karte)                                               | Um 1890 | Baugeschichtlich und städtebaulich von Bedeutung. Villenartig verschachtelter Bau mit Ecktürmchen und Zwerchgiebel, über Portal buntes Bleiglasfenster, deutsche Neurenaissance, Klinkerbau. | 09280999 |
|                                         | Villa mit Garten | Am Stadtpark 2a (Karte)                                              | 1864 | Bau der Fabrikanten Schmidt von den Tuchfabrikanten und Kaufleuten Gevers und Schmidt, ab 1949 TBC-Kurheim vom Stadtkrankenhaus, baugeschichtlich und ortsgeschichtlich von Bedeutung. Waege bezeichnet 1850 an der Stelle Schmidts Garten. Dort ist ein Haus eingezeichnet, doch wird das nicht der heutige Bau sein. | 09281011 |
|                                         | Wohnhaus in geschlossener Bebauung mit Vorgarten | Am Stadtpark 4 (Karte)                                               | 1901 | Baugeschichtlich und städtebaulich von Bedeutung. Eingangsbereich in Holz eingefasste Wandbilder, Stuck, marmorverkleideter Sockel, wie die original erhaltene Hausausstattung alles Jugendstil, Lichthof, Treppenhausfenster buntes Bleiglas, Klinkerbau. | 09281000 |
| Weitere Bilder                          | Wohnhaus in geschlossener Bebauung mit Vorgarten | Am Stadtpark 6 (Karte)                                               | 1896/97 | Bauherr war der Bauunternehmer Karl Wiedemann, baugeschichtlich und städtebaulich von Bedeutung, neubarock. Mitte Erdgeschoss und erstes Obergeschoss erkerartiger Vorbau, zweites Obergeschoss Balkon mit Baldachin, beides mit schmiedeeisernen Gittern. Eingangsbereich ausgegrenzte Felder, Stuck und bunte Fußbodenkacheln. Sockel mit Holzverkleidung Ende 19. Jahrhundert, neubarock. Windfangtür links schön geätztes Glas. Treppenhaus geätzte Scheiben. | 09281001 |
|                                         | Wohnhaus in geschlossener Bebauung mit Vorgarten, Eckhaus zur Parkstraße | Am Stadtpark 8 (Karte)                                               | 1896/97 | Baugeschichtlich und städtebaulich von Bedeutung. Stumpfwinklige Ecke aufgenommen mit Eckerker erstes und zweites Obergeschoss, Erdgeschoss Altan, Eingangsbereich Stuck, Felder ausgegrenzt, Fußbodenkacheln, Windfangtür Rest links geätzt, Bauherr war der Bauunternehmer Karl Wiedemann. | 09281003 |
|                                         | Litfaßsäule | An der Frauenkirche (Karte)                                          | Um 1920 | Kulturgeschichtlich von Bedeutung | 09280667 |
|                                         | Wohn- und Geschäftshaus (Wiener Café-Cabaret mit Mokka- und Likörstube; Restaurant Postplatz-Kasino) | An der Frauenkirche 1 (Hauptanschrift: Postplatz 19, 20, 21) (Karte) | 1864 bis 1867 | Markantes, die gesamte Nordseite des Postplatz einnehmendes Gebäude mit ausgewogener spätklassizistischer Fassade, Mittelrisalit hervorgehoben durch Attikafiguren und zwei Balkone, einer getragen durch Karyatiden, Bauherr Eduard Schultze, ursprünglich Victoria Hotel im Mittelteil des Gebäudes, baugeschichtlich, künstlerisch und platzbildprägend von Bedeutung. Reicher Bau in italienischer Neurenaissance. | 09280664 |
|                                         | Wohnhaus in geschlossener Bebauung, mit Laden | An der Frauenkirche 2 (Karte)                                        | 1850er Jahre | Baugeschichtlich und städtebaulich von Bedeutung. Pilastergliederung im ersten Obergeschoss. Filigraner Stuck. Originale Fenster. | 09281741 |
|                                         | Wohnhaus in geschlossener Bebauung, mit Laden | An der Frauenkirche 3 (Karte)                                        | 1860er Jahre, Sockelgeschosse 1920er Jahre | Baugeschichtlich und städtebaulich von Bedeutung. Erdgeschoss und erstes Obergeschoss in den 1920er Jahren mit Muschelkalk verkleidet. | 09281736 |
|                                         | Wohn- und Geschäftshaus in geschlossener Bebauung, abgerundetes Eckhaus | An der Frauenkirche 4 (Demianiplatz 14) (Karte)                      | Vor 1914 | Auch Demianiplatz 14, baugeschichtlich und straßenbildprägend von Bedeutung. Erstes Obergeschoss kannelierte Säulen. Zwei Erker, figürliche Plastiken, umlaufende Balkone. | 09281387 |
| Weitere Bilder                          | Kaufhaus „Zum Strauß“ | An der Frauenkirche 5, 6, 7 (Demianiplatz 12, 13) (Karte)            | 1912/13 | Jugendstilbau mit Vorbild des Wertheim-Kaufhauses in Berlin von Alfred Messel, baugeschichtlich und künstlerisch, kunstgeschichtlich, ortsgeschichtlich und platzbildprägend von Bedeutung | 09283015 |
| Weitere Bilder                          | Frauenkirche mit 17 liegenden Sandsteingrabmalen im Bereich des Außenchors und acht Grablegen an der äußeren Chorwand | An der Frauenkirche 16 (Karte)                                       | 2. Hälfte 15. Jahrhundert (Kirche); 1696 (Westturm); 1735 (Barockhaube); 17. Jahrhundert (Grabmal Familie Ridinger); 17. Jahrhundert (zwei Grablegen für Kinder); 19. Jahrhundert (Grabmal Familie Vogelsang) | Baugeschichtlich, kunstgeschichtlich und ortsgeschichtlich von Bedeutung. Ehemalige Pfarrkirche der südlichen Vorstadt (An der Frauenkirche). Spätgotische Hallenkirche, 1349 als Sühnekirche für die Ermordung von Görlitzer Bürgern durch Friedrich von Biberstein gegründet. Vermutlich 1429 durch Hussiten schwer beschädigt, Abriss 1449, Neubau bis 1486. Erhöhung des Westturms 1696, Barockhaube 1735. Von der Reformation bis 1870 Beerdigungskirche, dann Garnisonskirche. Emporeneinbauten Ende 19. Jahrhundert. Restaurierung 1968–1976. Äußeres: Hallenkirche, der eingezogene Chor mit 3/8-Schluss, teils Bruchstein, teils Sandsteinquader. Langhaus und Chor von mit Kreuzblumen bekrönten Strebepfeilern umgeben. Hohes Satteldach mit drei kleinen Zwerchhäusern. Der vorspringende, querrechteckige Westturm aus Sandsteinquadern, im Mauerwerk wenig über das Traufgesims des Langhauses hinaufgeführt, so dass seine barocke Haube noch vor dem Giebel des Satteldachs liegt. Unter einem großen Maßwerkfenster der für die Spätgotik ungewöhnlich kräftig und klar gegliederte Haupteingang, ein Doppelportal in flachbogiger Nische. Jede Öffnung ist von gedrehten Säulen eingefasst, mit einem Kielbogen geschlossen, geschmückt mit Kant- und Kreuzblumen, an den Ecken mit Fialen. Darüber an der Wand auf Kragsteinen eine Verkündigungsgruppe, auf die wohl die musizierenden Engel in den Portallaibungen bezogen sind. Neugotische Portalvorhallen an der Nord- und Südseite. Lange spitzbogige Fenster an Schiff und Chor mit reichem Fischblasenmaßwerk. Zweigeschossige Sakristei an der Chornordseite. Inneres: Sehr reich gestaltete Turmhalle mit Netzgewölbe, farbig gefassten Schlusssteinen (Adler und Löwe) und je drei (jetzt leeren) Nischen auf der Nord- und Südseite. In der Rückwand reich profiliertes Doppelportal, mit musizierenden Engeln geschmückt. Breit gelagertes, dreischiffiges Langhaus über vier Joche mit schlanken Achteckpfeilern und Netzgewölbe. Der zweijochige Chor von größerer Spannweite als das Mittelschiff, mit Netzgewölbe auf Kopfkonsolen. Die Schlusssteine im Schiff mit elf Szenen aus dem Marienleben, im Chor mit den Evangelistensymbolen. Eine vorzügliche Arbeit die durchbrochene Brüstung an der Westseite des Langhauses mit der durch alle drei Schiffe führenden steinernen Orgelempore. An der Nord- und Südseite Treppenaufgänge mit reich gestalteten Kielbogeneingängen. Kleine kreuzgratgewölbte Sakristei an der Chornordseite. Ausstattung: Aus der Erbauungszeit die kleine spätgotische Empore mit hölzerner Maßwerkbrüstung, schwalbennestartig an der Ostseite des nördlichen Seitenschiffs. Sonstige Ausstattung spätes 19. Jahrhundert. Zahlreiche Grabsteine am Außenchor vom Nikolaifriedhof, Ende 16. Jahrhundert bis 18. Jahrhundert. Spätgotische Hallenkirche, von der Reformation bis 1870 Beerdigungskirche, dann Garnisonskirche, spätgotisches Maßwerkfenster, Doppelportal, an der äußeren Chorwand acht Grablegen: zwei davon Grablegen für Kinder (17. Jahrhundert), Grablege Familie Ridinger (17. Jahrhundert) und Grablege Familie Vogelsang (19. Jahrhundert), die liegenden Sandsteingrabmale zum Teil sehr gut erhalten samt Inschriften. | 09280668 |
| Weitere Bilder                          | Tuchfabrik mit großem Hauptbau, Bau mit Zinnen entlang der Straße, Kutscherhaus mit Remise (Nr. 1a) an der zugehörigen Fabrikantenvilla An der Obermühle 2 und Einfriedungsmauer zum Neißehang | An der Obermühle 1, 1a (Karte)                                       | Erbauung 1866, Wiederaufbau nach Brand 1879 | Erbauer von Fabrik und Villa Hentschke, zu DDR-Zeiten auch Kulturheim Friedensgrenze, regionalgeschichtlich, wirtschaftsgeschichtlich und straßenbildprägend von Bedeutung. Ehemals auch Betriebsteil des Feuerlöschgerätewerks. | 09280011 |
|                                         | Fabrikantenvilla der Tuchfabrik | An der Obermühle 2 (Karte)                                           | 1862 | Gebaut von Fabrikbesitzer Hentschke, die dazugehörige angebaute Remise ist an der Obermühle1, 1a, baukünstlerisch und ortsgeschichtlich von Bedeutung. Erbauer von Fabrik und Villa Hentschke. | 09281020 |
| Weitere Bilder                          | Mühlenanlage mit allen Gebäuden als Bestandteil der Obermühle, dabei der lange zusammengesetzte nördliche Bau und der flussseitige kleinere Bau mit Hechtgaupen, der Mühlgraben und das Wehr | An der Obermühle 4 (Karte)                                           | 18. Jahrhundert (Kleiner Bau); 19. Jahrhundert (Mühle) | Die Mühle umfasste eine Walkmühle und eine Papiermühle, sie hatte einen Kupferhammer (1750 im Plan eingezeichnet), ortsgeschichtlich und technikgeschichtlich von Bedeutung. Ab 1867 als Tuchfabrik. Vom älteren, kleinen Bau wurden Inschriftenplatten abgenommen, die auf ein sehr hohes Alter schließen lassen. Der neuere Bau ist stark verändert. Jecht: Erste Erwähnung 1305 als Mühle zu Kunstinsdorf. Erste Hälfte 16. Jahrhundert geht die Mühle an den Rat über. | 09282503 |
| Weitere Bilder                          | Obermühle; Mühlenanlage mit allen Gebäuden, dabei der lange zusammengesetzte südliche Bau mit dem damit verbundenen kleineren hofbildenden nördlichen Bau, das Wehr über die Neiße mit dem Bau darüber, dazu das Brauhaus als westlichster Bau, das Haus mit Krüppelwalmdach (Nr. 6), das Haus mit Mansarddach weiter oben am Weg und die Mauer entlang des Weges, zeitweise Apeltsche Mühle | An der Obermühle 5, 6 (Karte)                                        | 18. Jahrhundert (Brauhaus); bezeichnet mit 1832 (Nr. 6); um 1920 (großer Mühlenbau und Mühlentechnik) | Regionalgeschichtlich und wirtschaftsgeschichtlich von Bedeutung. Technisches Denkmal mit Becherwerk und Elevatoren, technische Ausstattung 1920 oder eher. Ehemals auch Gerberei (fraglich), Walkmühle, Papiermühle, Kupferhammer, siehe auch An der Obermühle 4, laut ALK-Daten keine Nummer 7. | 09281065 |
| Direkt Bild zu diesem Denkmal hochladen | Vorwerk zur weißen Mauer mit Herrenhaus, Scheune, Lagerhaus und Villa (Nr. 15) | An der weißen Mauer 13, 15 (Karte)                                   | 1600/1770 Barock und älter (Herrenhaus); Mitte 19. Jahrhundert (Scheune); Ende 19. Jahrhundert (Lagerhaus); um 1915 (Villa) | Hier zeitweise im 19. Jahrhundert Brennerei und Hefefabrik, baugeschichtlich, wirtschaftsgeschichtlich und ortsgeschichtlich von Bedeutung. Vorwerk Hausnummer 13, Flurstücksnummern 168/1 und 167/2, Villa Hausnummer 15, Flurstücksnummer 168/2. | 09285059 |
| Direkt Bild zu diesem Denkmal hochladen | Fabrik mit Lagergebäude (südlicher Bau) und Bürogebäude (nördlicher Bau) | An der weißen Mauer 17 (Karte)                                       | 1913 | Repräsentative Fassaden, Lagergebäude sehr lang, Bürogebäude auf quadratischem Grundriss, gebaut von der Schlesischen Montangesellschaft mbH, baugeschichtlich und ortsgeschichtlich von Bedeutung | 09304899 |
|                                         | Vier Reliefplatten über den Hauseingängen einer Wohnhauszeile, Gebäude selbst keine Denkmale | An der weißen Mauer 22, 24, 26, 28 (Karte)                           | 1933 | Gebäude selbst keine Denkmale, künstlerisch von Bedeutung, gebaut als „vier Achtfamilienhäuser“ | 09281476 |
|                                         | Wohnhaus in geschlossener Bebauung, Eckhaus, zur Augustastraße frei stehend | Augustastraße 1 (Hauptanschrift: Wilhelmsplatz 11) (Karte)           | Um 1880 | Baukünstlerisch qualitätvoller Bau in Anlehnung an italienische Palazzoarchitektur, baugeschichtlich, städtebaulich und straßenbildprägend von Bedeutung | 09281272 |
|                                         | Wohnhaus in geschlossener Bebauung mit Vorgarten | Augustastraße 2 (Karte)                                              | Um 1890 | Baugeschichtlich und städtebaulich von Bedeutung. Fassade abrasiert, im Haus allerdings Reste alter Ausstattung. | 09280782 |
|                                         | Mietshaus in geschlossener Bebauung mit Vorgarten | Augustastraße 3 (Karte)                                              | 1892 | Historismusfassade, baugeschichtlich und städtebaulich von Bedeutung. Klinkerbau. Erker über erstem, zweitem und Dachgeschoss mit Turm. Über Hofdurchfahrt mit konvexen Balkons mit schmiedeeisernen Gittern. Hofdurchfahrt mit reichem Stuck und Malerei (restauriert oder neu gemalt). | 09280781 |
|                                         | Mietshaus in geschlossener Bebauung mit Einfriedung und Vorgarten | Augustastraße 4 (Karte)                                              | Um 1890 | Historismusfassade, baukünstlerisch und städtebaulich von Bedeutung. Klinkerbau. Rechts Erker erstes, zweites und drittes Obergeschoss, Erdgeschoss Altan, links über Hofdurchfahrt offene Loggien. Hofdurchfahrt Stuck mit Konsolfries und reicher Deckenmalerei (restauriert). | 09280780 |
|                                         | Mietshaus in geschlossener Bebauung mit Vorgarten und Einfriedung | Augustastraße 5 (Karte)                                              | 1889 | Baugeschichtlich und städtebaulich von Bedeutung. Hauseingang Stuck und ornamentale Malerei, letztere auch im Treppenhaus, Fußbodenkacheln. | 09280779 |
|                                         | Wohnhaus in nach links in geschlossener Bebauung, mit linkem kleinen Hofflügel mit Stall und Remise, Vorgarten und Einfriedung | Augustastraße 6 (Karte)                                              | 1886/87 | Bauherr Maurermeister Carl Frenzel, Klinker, seitlicher Turmanbau, baugeschichtlich und städtebaulich von Bedeutung. An rechter, offener Seite Türmchen mit Eingang vorgelagert, Fenster in diesem Turm mit farbiger Bleiverglasung, hinten Holzveranden, Treppenhausfenster farbige Bleiverglasung, Erdgeschoss Altan, erstes Obergeschoss Balkon mit Gitter. In Nieschen an der Fassade eine Frauenplastik und eine Vase. | 09280778 |
| Weitere Bilder                          | Mietshaus in geschlossener Bebauung mit Vorgarten | Augustastraße 9 (Karte)                                              | Bezeichnet mit 1892 | Historismusfassade, baugeschichtlich und städtebaulich von Bedeutung. Zum Vorderhaus der linke Hofflügel und der Querflügel (letzterer aus Klinker), Haus nach links frei stehend, aber Schließung der Lücke war wohl eingeplant (Brandmauer ohne Fenster, nur Stuckgestaltung). Beide Portale der Hofdurchfahrt mit schön geätzten Scheiben, in Durchfahrt Stuck. Erdgeschoss großer Altan, erstes und zweites Obergeschoss offene Holzveranden. Windfangtüren und Wohnungstüren geätzt, Fußbodenkacheln. Klinkerbau. | 09280777 |
|                                         | Mietshaus in geschlossener Bebauung mit Vorgarten | Augustastraße 10 (Karte)                                             | Bezeichnet mit 1894 | Barockisierende Fassade, baugeschichtlich und städtebaulich von Bedeutung. Klinkerbau, Mittelrisalit neubarock bekrönt, rechts erstes und zweites Obergeschoss Balkons mit schmiedeeisernen Gittern, Gebäude weit in die Tiefe des Grundstücks gestreckt mit Innenhof, letzter linker Hofflügel wird ausgeschlossen. Hofdurchfahrt Stuckprofile. | 09280776 |
|                                         | Mietshaus in geschlossener Bebauung mit Vorgarten | Augustastraße 11 (Karte)                                             | Um 1890 | Baugeschichtlich und städtebaulich von Bedeutung. Veranden bzw. Balkons im Erdgeschoss, erstes und zweites Obergeschoss, drittes Obergeschoss entstellend verändert, Dachlandschaft nicht original, hofseitig große verglaste Holzveranden. | 09280775 |
|                                         | Mietshaus in geschlossener Bebauung mit Vorgarten | Augustastraße 12 (Karte)                                             | Um 1890 | Historistische Fassade, baugeschichtlich und städtebaulich von Bedeutung | 09280774 |
|                                         | Mietshaus in geschlossener Bebauung mit Vorgarten | Augustastraße 13 (Karte)                                             | Um 1890 | Historistische Fassade, baugeschichtlich und städtebaulich von Bedeutung | 09280773 |
|                                         | Mietshaus mit Laden in geschlossener Bebauung und Vorgarten | Augustastraße 14 (Karte)                                             | Um 1890 | Baugeschichtlich und städtebaulich von Bedeutung. Ladenfront nicht ganz original, Treppenhaus farbig geätzte Fenster. | 09280772 |
|                                         | Mietshaus in geschlossener Bebauung, in Ecklage zur Emmerichstraße, mit Vorgarten | Augustastraße 15 (Karte)                                             | Um 1890 | Baugeschichtlich und städtebaulich von Bedeutung. Ecke hochgezogen, Turmaufbau fehlt, Balkons mit schmiedeeisernen Gittern am ersten und zweiten Obergeschoss, Eingangsbereich interessante Fußbodenkacheln. | 09280771 |
|                                         | Mietshaus mit Läden in geschlossener Bebauung, in Ecklage zur Emmerichstraße, mit Hofgebäude | Augustastraße 16 (Karte)                                             | Um 1890 | Baugeschichtlich und städtebaulich von Bedeutung. Klinkerbau, Erker über erstem, zweitem und drittem Obergeschoss, Läden verändert wie gesamtes Erdgeschoss, Treppenhaus farbig geätzte Fenster. Hübsches kleines Wirtschafts-Hofgebäude, Klinker mit Holz, an Erkern Bleiverglasung. | 09280770 |
|                                         | Mietshaus in geschlossener Bebauung, Eckhaus, mit Vorgarten | Augustastraße 17 (Bahnhofstraße 42) (Karte)                          | Um 1890 | Baugeschichtlich und städtebaulich von Bedeutung. Klinkerbau, Fassade geglättet (aller Stuck ab), Erdgeschoss verändert, Eckerker, Decke im Eingangsbereich Art-déco-Bemalung, solche auch im Treppenhaus, schöne Terrazzo-Mosaikfußböden, Treppenhausfenster bunt geätzt. | 09280769 |
|                                         | Mietshaus in geschlossener Bebauung mit Vorgarten | Augustastraße 18 (Karte)                                             | 1891 | Historistische Fassade, baugeschichtlich und städtebaulich von Bedeutung | 09280372 |
|                                         | Mietshaus in geschlossener Bebauung mit Vorgarten | Augustastraße 19 (Karte)                                             | 1890/91 | Bauherr Malermeister Fritz Baum, reich ausgemalte Durchfahrt, baugeschichtlich und städtebaulich von Bedeutung, repräsentative Historismusfassade | 09280373 |
|                                         | Mietshaus in geschlossener Bebauung mit Vorgarten | Augustastraße 20 (Karte)                                             | Um 1890 | Historismusfassade, baukünstlerisch und städtebaulich von Bedeutung | 09280374 |
|                                         | Mietshaus in geschlossener Bebauung mit Vorgarten | Augustastraße 21 (Karte)                                             | Um 1890 | Neorenaissance-Fassade, baugeschichtlich und städtebaulich von Bedeutung | 09280375 |
|                                         | Mietshaus in geschlossener Bebauung mit Vorgarten | Augustastraße 22 (Karte)                                             | Um 1890 | Neorenaissancefassade, baugeschichtlich und städtebaulich von Bedeutung | 09280376 |
|                                         | Mietshaus in geschlossener Bebauung mit Vorgarten | Augustastraße 23 (Karte)                                             | Um 1890 | Historistische Fassade, baugeschichtlich und städtebaulich von Bedeutung. Hier Firma Dr. Mensching & Spengler GmbH Herstellung von Fruchtsäften und Essenzen. | 09280377 |
|                                         | Mietshaus in geschlossener Bebauung mit Vorgarten | Augustastraße 25 (Karte)                                             | Um 1890 | Historistische Fassade, baugeschichtlich und städtebaulich von Bedeutung | 09280378 |
|                                         | Doppelmietshaus in geschlossener Bebauung mit Vorgarten | Augustastraße 26, 27 (Karte)                                         | Bezeichnet mit 1888 | Baugeschichtlich und städtebaulich von Bedeutung | 09280379 |
|                                         | Mietshaus in geschlossener Bebauung mit Vorgarten | Augustastraße 28 (Karte)                                             | Um 1890 | Baugeschichtlich und städtebaulich von Bedeutung | 09280380 |
|                                         | Mietshaus in geschlossener Bebauung mit Vorgarten | Augustastraße 29 (Karte)                                             | Bezeichnet mit 1900 | Baugeschichtlich und städtebaulich von Bedeutung | 09280381 |
|                                         | Mietshaus in geschlossener Bebauung mit Vorgarten | Augustastraße 30 (Karte)                                             | Bezeichnet mit 1891 | Historistische Fassade, baugeschichtlich und städtebaulich von Bedeutung | 09280382 |
|                                         | Mietshaus in geschlossener Bebauung mit Vorgarten | Augustastraße 31 (Karte)                                             | Um 1890 | Reicher Fassadenschmuck, baugeschichtlich und städtebaulich von Bedeutung | 09280383 |
|                                         | Mietshaus in geschlossener Bebauung mit Vorgarten | Augustastraße 32 (Karte)                                             | Um 1890 | Historistische Fassade, baugeschichtlich und städtebaulich von Bedeutung | 09280384 |
|                                         | Mietshaus in geschlossener Bebauung mit Vorgarten | Augustastraße 33 (Karte)                                             | Um 1890 | Baugeschichtlich und städtebaulich von Bedeutung | 09280385 |
|                                         | Mietshaus in geschlossener Bebauung mit Vorgarten | Augustastraße 34 (Karte)                                             | Um 1890 | Baugeschichtlich und städtebaulich von Bedeutung | 09280386 |
| Weitere Bilder                          | Mietshaus, nach links in geschlossener Bebauung, mit Einfahrt und Vorgarten | Augustastraße 35 (Karte)                                             | 1880 | Bauherr Baumeister G. Fehler, baugeschichtlich und städtebaulich von Bedeutung | 09280387 |
| Direkt Bild zu diesem Denkmal hochladen | Litfaßsäule | Bahnhofstraße, am Palast-Theater (Karte)                             | Um 1920 | Kulturgeschichtlich von Bedeutung | 09282317 |
|                                         | Mietshaus in geschlossener Bebauung | Bahnhofstraße 1 (Karte)                                              | 1895/1900 | Baugeschichtlich und straßenbildprägend von Bedeutung. Bahnhofstraße mit Errichtung des Bahnhofs 1847 als Verbindung zwischen südlicher Salomonstraße und südlicher Jakobstraße eröffnet und 1850 in Bahnhofstraße benannt. Schon um 1867 bis Brautwiesenplatz und Blockhaus verlängert. | 09280349 |
|                                         | Mietshaus in geschlossener Bebauung | Bahnhofstraße 1a (Karte)                                             | 1895/1900 | Baugeschichtlich und straßenbildprägend von Bedeutung | 09280350 |
|                                         | Mietshaus in geschlossener Bebauung | Bahnhofstraße 2 (Karte)                                              | 1895/1900 | Baugeschichtlich und straßenbildprägend von Bedeutung | 09280351 |
|                                         | Mietshaus in geschlossener Bebauung | Bahnhofstraße 3 (Karte)                                              | 1895/1900 | Baugeschichtlich und straßenbildprägend von Bedeutung | 09280352 |
|                                         | Mietshaus in geschlossener Bebauung, mit Laden | Bahnhofstraße 4 (Karte)                                              | 1895/1900 | Baugeschichtlich und straßenbildprägend von Bedeutung | 09280353 |
|                                         | Mietshaus in geschlossener Bebauung | Bahnhofstraße 5 (Karte)                                              | 1895/1900 | Obergeschosse Klinker, originale Tür der Hofdurchfahrt, Teil eines städtebaulich markanten strahlenförmig vom Brautwiesenplatz ausgehenden Wohnquartiers der Nachgründerzeit, baugeschichtlich und straßenbildprägend von Bedeutung | 09299953 |
|                                         | Mietshaus in geschlossener Bebauung | Bahnhofstraße 6 (Karte)                                              | 1895/1900 | Reich gegliederte Fassade, baugeschichtlich und straßenbildprägend von Bedeutung | 09280354 |
|                                         | Mietshaus in geschlossener Bebauung | Bahnhofstraße 7 (Karte)                                              | 1895/1900 | Aufwändige Fassade, baugeschichtlich und straßenbildprägend von Bedeutung | 09280355 |
|                                         | Mietshaus in geschlossener Bebauung | Bahnhofstraße 9 (Karte)                                              | 1895/1900 | Reich gegliederte Fassade, baugeschichtlich und straßenbildprägend von Bedeutung | 09280356 |
|                                         | Mietshaus vom Typus in geschlossener Bebauung | Bahnhofstraße 10 (Karte)                                             | 1895/1900 | Baugeschichtlich und straßenbildprägend von Bedeutung | 09280357 |
|                                         | Mietshaus vom Typus in geschlossener Bebauung | Bahnhofstraße 12 (Karte)                                             | 1895/1900 | Baugeschichtlich und straßenbildprägend von Bedeutung | 09280358 |
|                                         | Mietshaus in geschlossener Bebauung | Bahnhofstraße 13 (Karte)                                             | 1895/1900 | Historistische Fassade, baugeschichtlich und straßenbildprägend von Bedeutung | 09280359 |
|                                         | Mietshaus in geschlossener Bebauung | Bahnhofstraße 14 (Karte)                                             | 1895/1900 | Historistische Fassade, baugeschichtlich und straßenbildprägend von Bedeutung | 09280360 |
|                                         | Mietshaus in geschlossener Bebauung | Bahnhofstraße 15 (Karte)                                             | 1895/1900 | Baugeschichtlich und straßenbildprägend von Bedeutung | 09280361 |
|                                         | Mietshaus in geschlossener Bebauung | Bahnhofstraße 16 (Karte)                                             | 1894 | Baugeschichtlich und straßenbildprägend von Bedeutung. Hintergebäude keine Denkmale, Juni 2017 besichtigt, | 09280362 |
|                                         | Mietshaus in geschlossener Bebauung | Bahnhofstraße 17 (Karte)                                             | 1875/1885 | Historistische Fassade, baugeschichtlich und straßenbildprägend von Bedeutung. Jugendstilausmalung im Inneren. Hausausstattung ansonsten älter. | 09280363 |
|                                         | Mietshaus in geschlossener Bebauung | Bahnhofstraße 18 (Karte)                                             | 1875/1885 | Baugeschichtlich und straßenbildprägend von Bedeutung | 09280364 |
|                                         | Königliches Haupt-Steuer-Amt | Bahnhofstraße 20 (Karte)                                             | Um 1880 | Eckhaus im spitzen Winkel zur Einmündung Gobbinstraße, städtebaulich und stadtgeschichtlich von Bedeutung, bis Januar 2009 irrtümlich unter Nummer 21 in der Liste | 09280638 |
|                                         | Eichamt | Bahnhofstraße 21 (Karte)                                             | 1928 | Bauherr war der Preußische Staat, stilvoller Bau in Neuer Sachlichkeit mit Klinkerflächen, baugeschichtlich und ortsgeschichtlich von Bedeutung | 09302525 |
|                                         | Mietshaus, vom Typus in geschlossener Bebauung, hinterer (nordwestlicher) Teil des Hofgebäudes und kleines Nebengebäude in Klinker | Bahnhofstraße 22 (Karte)                                             | 1868 (Mietshaus); um 1900 (kleines Nebengebäude); 1909 (hinterer nordwestlicher Teil des Hofgebäudes) | Fassade Vorderhaus um 1912 verändert, hier in Putz geflügeltes Rad, Hofgebäude war Bahnspedition, bau- und städtebaugeschichtlich von Bedeutung | 09289055 |
|                                         | Packhof | Bahnhofstraße 23 (Karte)                                             | 1850 | Postanschrift Bahnhofstraße 24, zur Niederlage der Waren durchreisender Kaufleute, die Waren werden gewogen, besichtigt und die Imposten und Accise davon entrichtet, das Packhofrecht war der Stadt 1834 verliehen worden, Gebäude 1852 (wahrscheinlich im linken Teil) erweitert, 2010 Abriss des östlichen Gebäudeteils mit drei Fensterachsen, ortsgeschichtlich und wirtschaftsgeschichtlich von Bedeutung. „Packhaus, ein öffentliches Haus, in welchem nicht nur die eingepackten Waaren eine Zeitlang aufbehalten werden, sondern wo sie auch auf- und abgepackt, und zur Entrichtung der obrigkeitlichen Gefälle ausgepackt werden müssen; der Packhoff, wenn es ein großes mit einem ansehnlichen Hofe versehenes Gebäude ist. In der Schweitz eine Zust oder Suste, an andern Orten von den daselbst befindlichen großen Wagen, auch wohl die Wage. Sonst nennt man auch wohl eine jede Niederlage, oder einen Speicher, ein Kaufhaus, wo ein Vorrath von allerley Kaufmannsgütern zu finden ist, ein Packhaus oder einen Packhof. S. auch den Art. Kruenitz 2) In weitläuftigerm Verstande heißt Niederlage ein öffentliches zum gemeinschaftlichen Gebrauch der Kaufmannsschaft bestimmtes Haus oder Gebäude einer Stadt, oder Landes, wo Waaren abgepackt, eingesetzt, gewogen, visitirt etc. auch wohl fremde Kaufleute beherbergt werden. Dergleichen Niederlagshäuser führen nach Verschiedenheit der Orte, verschiedene Nahmen und sind von verschiedener Beschaffenheit: als a) die sogenannten Kaufhäuser, lat. Tabernae tributariae, nämlich solche Gebäude, wo in einer Stadt die Güter der Kaufleute unter des Raths Bewahrung hingelegt werden, oder welche zum <102, 545> Aufenthalt fremder Kaufleute, und zur Verwahrung, ingleichen zum Verkauf ihrer Waaren bestimmt sind; b) Packhöfe oder Packhäuser, wo die Waaren abgeladen, gewogen, visitiret und die Imposten und Accise davon entrichtet werden“ | 09280639 |
|                                         | Fassade als Rest des Mietshauses in geschlossener Bebauung | Bahnhofstraße 24 (Karte)                                             | Um 1895 | Ansonsten Abriss 2010, unter dieser Post-Adresse auch die Berliner Straße 36 und die (ehemalige) Bahnhofstraße 23, siehe dort, baugeschichtlich und städtebaulich von Bedeutung | 09282067 |
|                                         | Hotel Vier Jahreszeiten; Hotelbau in geschlossener Bebauung, Hotel seit 1899 zusammen mit Berliner Straße 35 | Bahnhofstraße 25 (Karte)                                             | Um 1850 | Fassade und Innenräume im Stil des Art Déco überformt, besonders bemerkenswert die Eingangshalle, hier Reste der Gestaltung von Walter Rhaue, Wandreliefs und Kachelöfen, baugeschichtlich, künstlerisch und ortsgeschichtlich von Bedeutung | 09280766 |
| Weitere Bilder                          | Hotel in geschlossener Bebauung (Hotel Habsburger Hof; Haus des Handwerks) | Bahnhofstraße 26, 27 (Karte)                                         | 1855 (Hotel Nr. 26); 1884 (Hotel Nr. 27) | Besteht aus zwei Häusern, der Bahnhofstr. 26, als Wohnhaus errichtet, seit 1905 „Hotel Habsburger Hof“, heute Gaststätte „Haus des Handwerks“, und der Nummer 27, 1884 als Wohnhaus gebaut, 1905 Durchbruch zur Nr. 26, baugeschichtlich und ortsgeschichtlich von Bedeutung | 09280637 |
|                                         | Hotel Zur Post in geschlossener Bebauung | Bahnhofstraße 28 (Karte)                                             | 1883 | Baugeschichtlich und ortsgeschichtlich von Bedeutung | 09280767 |
|                                         | Wohnhaus in geschlossener Bebauung, Eckhaus | Bahnhofstraße 33 (Karte)                                             | Um 1860 | Im Erdgeschoss und an der abgeschrägten Ecke rundbogige Fenster, baugeschichtlich und straßenbildprägend von Bedeutung. Spätklassizistischer Bau. Auf dem Stadtplan 1867 schon als Jakobstraße 17 eingezeichnet. | 09280636 |
|                                         | Mietshaus in geschlossener Bebauung | Bahnhofstraße 34 (Karte)                                             | Um 1895 | Fast spiegelgleich mit Nummer 35, baugeschichtlich und städtebaulich von Bedeutung | 09301732 |
|                                         | Mietshaus in geschlossener Bebauung | Bahnhofstraße 35 (Karte)                                             | Um 1895 | Fast spiegelgleich mit Nummer 34, baugeschichtlich und städtebaulich von Bedeutung | 09280365 |
|                                         | Mietshaus in geschlossener Bebauung | Bahnhofstraße 36 (Karte)                                             | Um 1895 | Obergeschosse Klinker, baugeschichtlich und städtebaulich von Bedeutung | 09280366 |
|                                         | Mietshaus in geschlossener Bebauung | Bahnhofstraße 37 (Karte)                                             | Um 1890 | Obergeschosse Klinker, baugeschichtlich und städtebaulich von Bedeutung, Obergeschosse Klinker | 09280367 |
|                                         | Mietshaus in geschlossener Bebauung | Bahnhofstraße 38 (Karte)                                             | Um 1890 | Obergeschosse Klinker, baugeschichtlich und städtebaulich von Bedeutung | 09280368 |
|                                         | Mietshaus in geschlossener Bebauung | Bahnhofstraße 39 (Karte)                                             | Um 1890 | Obergeschosse Klinker, baugeschichtlich und städtebaulich von Bedeutung | 09280369 |
|                                         | Mietshaus in geschlossener Bebauung | Bahnhofstraße 40 (Karte)                                             | Um 1890 | Obergeschosse Klinker, baugeschichtlich und städtebaulich von Bedeutung | 09280370 |
|                                         | Mietshaus in geschlossener Bebauung und in Ecklage | Bahnhofstraße 41 (Karte)                                             | Um 1890 | Obergeschosse Klinker, baugeschichtlich und städtebaulich und straßenbildprägend von Bedeutung | 09280371 |
|                                         | Mietshaus in geschlossener Bebauung, Eckhaus, mit Vorgarten | Bahnhofstraße 42 (Hauptanschrift: Augustastraße 17) (Karte)          | Um 1890 | Baugeschichtlich und städtebaulich von Bedeutung. Klinkerbau, Fassade geglättet (aller Stuck ab), Erdgeschoss verändert, Eckerker, Decke im Eingangsbereich Art-déco-Bemalung, solche auch im Treppenhaus, schöne Terrazzo-Mosaikfußböden, Treppenhausfenster bunt geätzt. | 09280769 |
|                                         | Mietshaus in geschlossener Bebauung | Bahnhofstraße 43 (Karte)                                             | Um 1890 | Baugeschichtlich und städtebaulich von Bedeutung. Balkons fehlen. | 09281670 |
|                                         | Mietshaus in geschlossener Bebauung | Bahnhofstraße 44 (Karte)                                             | Um 1890 | Obergeschosse Klinker, baugeschichtlich und städtebaulich von Bedeutung. Balkons fehlen, hinten offene Holzveranden. | 09281669 |
|                                         | Mietshaus in geschlossener Bebauung | Bahnhofstraße 45 (Karte)                                             | Um 1890 | Baugeschichtlich und städtebaulich von Bedeutung. Innentüren mit schön geätztem Glas, Treppenhausfenster ebenso mit figürlichen Motiven, hinten offene Holzveranden. | 09281668 |
|                                         | Mietshaus in geschlossener Bebauung | Bahnhofstraße 46 (Karte)                                             | Um 1890 | In Hofdurchfahrt und Treppenhaus Schablonenmalerei der 1920er Jahre, baugeschichtlich und städtebaulich von Bedeutung | 09281667 |
|                                         | Mietshaus in geschlossener Bebauung, mit linkem Seitenflügel und Hofgebäude mit Remisen | Bahnhofstraße 47 (Karte)                                             | 1891 | Bauherr war der Maurermeister Conrad Silber, in Hofdurchfahrt Stuck, baugeschichtlich und städtebaulich von Bedeutung | 09281666 |
|                                         | Mietshaus in geschlossener Bebauung | Bahnhofstraße 48 (Karte)                                             | Um 1895 | Obergeschosse verklinkert, in Hofdurchfahrt Reste von Schablonenmalerei und Deckengemälde, baugeschichtlich und städtebaulich von Bedeutung, Treppenhausfenster geätzt | 09281665 |
|                                         | Mietshaus in geschlossener Bebauung | Bahnhofstraße 49 (Karte)                                             | Um 1895 | Baugeschichtlich und städtebaulich von Bedeutung | 09281664 |
|                                         | Mietshaus in geschlossener Bebauung, mit Läden, Eckhaus | Bahnhofstraße 50 (Konsulstraße 37) (Karte)                           | Um 1895 | Baugeschichtlich und städtebaulich von Bedeutung. Aufwendig gestaltet. Eckladen und zwei weitere Läden, letztere mit originalen Fronten. Ecke zur Konsulstraße hochgezogen, Turm nicht mehr vollständig. An Ecke in erstem und zweitem Obergeschoss Balkons mit Gittern. Im Treppenhaus Reste geätzter Fenster. Laut ALK-Daten auch Konsulstraße 37. | 09281663 |
|                                         | Mietshaus in geschlossener Bebauung, mit Eckladen, Eckhaus zur Konsulstraße | Bahnhofstraße 51 (Karte)                                             | 1899 | Baugeschichtlich und städtebaulich von Bedeutung. Ecke zur Konsulstraße hochgezogen, hier Balkons mit Gittern im ersten, zweiten und dritten Obergeschoss. Ganz rechts noch weiterer Laden mit originaler Front. | 09280890 |
|                                         | Mietshaus in geschlossener Bebauung | Bahnhofstraße 51a (Karte)                                            | Ende 19. Jahrhundert | Haus macht Knick in die Schillerstraße, baugeschichtlich und städtebaulich von Bedeutung. Hübsche, teilweise geätzte Treppenhausfenster. Im ersten, zweiten und dritten Obergeschoss Balkons mit Gittern. | 09280891 |
|                                         | Mietshaus in geschlossener Bebauung, markanter Kopfbau zur Schillerstraße | Bahnhofstraße 52 (Karte)                                             | 1891 | Reiche historistische Fassadengliederung, baugeschichtlich, städtebaulich und straßenbildprägend von Bedeutung. Eingang an Schillerstraße, darüber Erker im ersten, zweiten und dritten Obergeschoss, im Eingangsbereich Art-déco Schablonenmalerei, Ecke ist wie Turm ausgebildet und dementsprechend behelmt (1986 neu gemacht), Eckvorbau zerstört, Eingangsbereich an Bahnhofstraße mit viel Wandmalerei, lässt auf aufwendige Innengestaltung schließen. | 09280863 |
|                                         | Mietshaus in geschlossener Bebauung | Bahnhofstraße 53 (Karte)                                             | Um 1870 | Ausgewogene Gründerzeitfassade, baugeschichtlich und städtebaulich von Bedeutung, im Eingangsbereich Stuck in Kehle und Reste von Malerei | 09280864 |
|                                         | Mietshaus in geschlossener Bebauung | Bahnhofstraße 54 (Karte)                                             | Um 1870 | Ausgewogene Gründerzeitfassade, baugeschichtlich und straßenbildprägend von Bedeutung, klassischer Aufbau mit Dreiecksgiebel, Eingangsbereich Stuck an der Decke, Medaillon, Fußbodenkacheln | 09280865 |
|                                         | Mietshaus in geschlossener Bebauung | Bahnhofstraße 55 (Karte)                                             | Um 1880 | Baugeschichtlich und straßenbildprägend von Bedeutung. Klassischer Aufbau mit Dreiecksgiebel. Schöne rundbogige Treppenhausfenster mit verschiedenem Glas. Fußbodenkacheln. | 09280866 |
|                                         | Mietshaus in geschlossener Bebauung | Bahnhofstraße 56 (Karte)                                             | Um 1880 | Baugeschichtlich und straßenbildprägend von Bedeutung. Balkon im ersten Obergeschoss fehlt. Im Eingangsbereich etwas Stuck an der Decke. Schöne runde Treppenhausfenster mit verschiedenem Glas. | 09280867 |
|                                         | Mietshaus in geschlossener Bebauung | Bahnhofstraße 57 (Karte)                                             | Um 1880 | Baugeschichtlich und straßenbildprägend von Bedeutung. Schöne rundbogige Treppenhausfenster mit verschiedenem Glas. | 09280868 |
|                                         | Mietshaus in geschlossener Bebauung | Bahnhofstraße 58 (Karte)                                             | Um 1880 | Baugeschichtlich und straßenbildprägend von Bedeutung. Schöne rundbogige Treppenhausfenster mit verschiedenem Glas. | 09280869 |
|                                         | Mietshaus in geschlossener Bebauung | Bahnhofstraße 59 (Karte)                                             | Um 1890 | Im Eingangsbereich Stuck in Kehle und Reste interessanter Art-déco-Wandmalerei von Richard Plötz 1939, baugeschichtlich und städtebaulich von Bedeutung. Rundbogige Treppenhausfenster mit verschiedenem Glas. Im Treppenhaus auch Reste von Wandmalerei. | 09280870 |
|                                         | Mietshaus in geschlossener Bebauung, Eckhaus zur Blockhausstraße | Bahnhofstraße 60 (Karte)                                             | Um 1890 | Obergeschosse verklinkert, baugeschichtlich und städtebaulich von Bedeutung | 09280878 |
|                                         | Mietshaus in geschlossener Bebauung | Bahnhofstraße 61 (Karte)                                             | Um 1895 | Obergeschosse verklinkert, Haus identisch mit Nummer 62, baugeschichtlich und städtebaulich von Bedeutung. Windfangtür und Treppenhausfenster schön geätzt, teils figürlich. | 09280879 |
|                                         | Mietshaus in geschlossener Bebauung | Bahnhofstraße 62 (Karte)                                             | Um 1895 | Obergeschosse verklinkert, Haus identisch mit Bahnhofstraße 61, baugeschichtlich und städtebaulich von Bedeutung. Seitenrisalite mit Zwerchgiebeln, hier fehlt der linke Giebelaufsatz. Windfangtür und Treppenhausfenster sehr schön geätzt. | 09280880 |
|                                         | Mietshaus in geschlossener Bebauung | Bahnhofstraße 63 (Karte)                                             | Um 1895 | Baugeschichtlich und städtebaulich von Bedeutung | 09280881 |
|                                         | Mietshaus vom Typus in geschlossener Bebauung, mit zwei Läden | Bahnhofstraße 64 (Karte)                                             | Um 1895 | Baugeschichtlich und städtebaulich von Bedeutung. Originale Ladenfronten. | 09280882 |
|                                         | Eisenbahngebäude mit Anbau, Wohnhaus und kleines Nebengebäude | Bahnhofstraße 64a (Karte)                                            | Ende 19. Jahrhundert (Hauptbau) | Bahnstrecke Görlitz–Dresden; alles Klinker, eisenbahngeschichtlich von Bedeutung | 09300546 |
| Weitere Bilder                          | Wohnhaus und drei Gewerbebauten | Bahnhofstraße 65, 66 (Karte)                                         | 1895–1905 | Grundstücke mit der gesamten Bebauung, dabei die drei gewerblichen Bauten links (teils aus Klinker) und Wohnhaus rechts, alle Gebäude mit verschiedenen Gesimsen gegliedert, originaler Erhaltungszustand, baugeschichtlich von Bedeutung. Wohnhaus Nummer 67 Abbruch. | 09282374 |
| Weitere Bilder                          | Lokschuppen | Bahnhofstraße 74 (Karte)                                             | 3. Viertel 19. Jahrhundert | Bahnstrecke Görlitz–Dresden; Klinker, zum Parkhaus umgebaut, so dass nur die Vorderfassade noch steht, eisenbahngeschichtlich von Bedeutung. Klinkerbau, Rundbau zum Jakobstunnel fehlt. Das waren die alten Lokschuppen. Originale Holz- und Eisenfenster. Flacher, zurückgesetzter Bau auf der linken Seite ruinös, nicht erhaltenswert. | 09280765 |
| Weitere Bilder                          | Hauptpost und Bahnhof Görlitz (Sachgesamtheit) | Bahnhofstraße 75, 76, 77, 77a (Karte)                                | 1847–1920 | Sachgesamtheit Hauptpost und Bahnhof Görlitz mit den Einzeldenkmalen: Empfangsgebäude (Nr. 76), Postgebäude mit Nebengebäude (Nr. 75), Bahn-Verwaltungsgebäude mit Eisenbahnerheim (Nr. 77), Bahnsteighalle mit allen Bahnsteigen, Überdachungen und Häuschen, die Mauer zur Bahnhofstraße (Nr. 77a), zwei Güterabfertigungsgebäude und zwei lange Güterschuppen westlich des Bahnhofs einschließlich der Granitpflasterungen, ein Güterabfertigungsgebäude mit Güterschuppen südlich davon, der nahe gelegene Eingangsbau zu den unterirdischen Bahnsteigzugängen, Verwaltungsgebäude, Wasserturm und Stellwerk B5 als Reiterstellwerk mit dem 1916 in Betrieb genommenen elektromagnetischen Stellwerk 1907/12 an der Sattigstraße, ein Wasserkran sowie die im südöstlichen Bahnhofsgelände gelegene Unterführung der Zittauer Strecke mit seitlichen Stützmauern, Fußgängerbrücke, Stahlfachwerkbrücke der Breslauer Strecke und Tunnel und Mauer zur Bahnhofstraße, Nr. 77a (siehe auch Obj. 09282065, gleiche Anschrift); eisenbahngeschichtlich, baugeschichtlich und technikgeschichtlich von Bedeutung | 09304008 |
| Weitere Bilder                          | Empfangsgebäude (Nr. 76), Postgebäude mit Nebengebäude (Nr. 75), Bahn-Verwaltungsgebäude mit Eisenbahnerheim (Nr. 77), Bahnsteighalle mit allen Bahnsteigen, Überdachungen und Häuschen, die Mauer zur Bahnhofstraße (Nr. 77a), zwei Güterabfertigungsgebäude und zwei lange Güterschuppen westlich des Bahnhofs einschließlich der Granitpflasterungen, ein Güterabfertigungsgebäude mit Güterschuppen südlich davon, der nahe gelegene Eingangsbau zu den unterirdischen Bahnsteigzugängen, Verwaltungsgebäude, Wasserturm und Stellwerk B5 als Reiterstellwerk mit dem 1916 in Betrieb genommenen elektromagnetischen Stellwerk 1907/12 an der Sattigstraße, ein Wasserkran sowie die im südöstlichen Bahnhofsgelände gelegene Unterführung der Zittauer Strecke mit seitlichen Stützmauern, Fußgängerbrücke, Stahlfachwerkbrücke der Breslauer Strecke und Tunnel (siehe auch Obj. 09304008, gleiche Anschrift) | Bahnhofstraße 75, 76, 77, 77a (Karte)                                | 1872/73 (Stützmauern der Unterführung, Tunnel und Fußgängerbrücke); 1912 (Eisenbahnbrücke); 1912/1913 (Wasserturm); 1914/1915 (Post); 1914 bis 1917 (Güterabfertigungsgebäude mit Güterschuppen, Mauer mit Tor); 1915 bis 1917 (Empfangsgebäude und Verwaltungsbau); um 1915 (Eingangsbau in die unterirdischen Bahnsteigzugänge); vor 1916 (Stellwerk B5); um 1920 (Eisenbahnerheim) | Einzeldenkmale der Sachgesamtheit Post und Bahnhof Görlitz; entworfen wurde der Bahnhof von der Direktion Breslau und Herrn Regierungsbaumeister Eckert, Elektrifizierung der Strecke 1923, eisenbahngeschichtlich, baugeschichtlich und technikgeschichtlich von Bedeutung | 09282065 |
|                                         | Wohnhaus | Bahnhofstraße 78 (Karte)                                             | Um 1830 | Eingeschossig mit Krüppelwalmdach, entweder Relikt der ländlichen Bebauung vor Erstellung der Bahnstrecke oder Bahnbau, genutzt von der Bahn als Materialien-Magazin, ortsgeschichtliche und baugeschichtliche Bedeutung | 09303569 |
|                                         | Verwaltungsgebäude der Eisenbahn | Bahnhofstraße 100 (Karte)                                            | 1914–1917 | Bahnstrecke Görlitz–Dresden; Putzbau, eingeschossig mit Walmdach und durchgestecktem Mittelgiebel, eisenbahngeschichtlich von Bedeutung. Nach den Baupolizei-Akten wird das das Aufenthaltsgebäude sein. | 09302714 |
|                                         | Wohnhaus in geschlossener Bebauung | Bautzener Straße 1 (Karte)                                           | Um 1820 | Baugeschichtlich und städtebaulich von Bedeutung. Schlichtes schmales Haus. Zwei große Hechtgaupen. | 09280065 |
|                                         | Wohnhaus in geschlossener Bebauung | Bautzener Straße 2 (Karte)                                           | Um 1860 | Baugeschichtlich und städtebaulich von Bedeutung | 09280344 |
|                                         | Wohnhaus in geschlossener Bebauung | Bautzener Straße 3 (Karte)                                           | Um 1860 | Baugeschichtlich und städtebaulich von Bedeutung | 09280343 |
|                                         | Wohnhaus in geschlossener Bebauung | Bautzener Straße 5 (Karte)                                           | Um 1860 | Städtebaulich von Bedeutung | 09280342 |
|                                         | Wohnhaus | Bautzener Straße 6a (Karte)                                          | 1870er Jahre | Gebäude hinter Nummer 6 gelegen, baugeschichtlich von Bedeutung | 09301910 |
|                                         | Wohnhaus | Bautzener Straße 6b (Karte)                                          | 1870er Jahre | Gebäude hinter Nummer 5 gelegen, baugeschichtlich von Bedeutung | 09301911 |
|                                         | Mietshaus in geschlossener Bebauung, mit Laden | Bautzener Straße 8 (Karte)                                           | Um 1880 | Baugeschichtlich und städtebaulich von Bedeutung | 09280340 |
|                                         | Mietshaus in geschlossener Bebauung | Bautzener Straße 9 (Karte)                                           | 1875/1885 | Baugeschichtlich und städtebaulich von Bedeutung | 09280339 |
|                                         | Mietshaus in geschlossener Bebauung, Eckhaus | Bautzener Straße 10 (Karte)                                          | 1879 | Baugeschichtlich und städtebaulich von Bedeutung | 09280338 |
|                                         | Wohnhaus mit Laden in geschlossener Bebauung, Eckhaus | Bautzener Straße 11 (Karte)                                          | 1875/1885 | Baugeschichtlich und städtebaulich von Bedeutung | 09280485 |
|                                         | Mietshaus in geschlossener Bebauung | Bautzener Straße 13 (Karte)                                          | 1875/1885 | Städtebaulich von Bedeutung | 09280469 |
|                                         | Mietshaus in geschlossener Bebauung | Bautzener Straße 17 (Karte)                                          | 1875/1885 | Baugeschichtlich und städtebaulich von Bedeutung | 09280473 |
|                                         | Mietshaus in geschlossener Bebauung | Bautzener Straße 18 (Karte)                                          | 1875/1885 | Städtebaulich von Bedeutung | 09280474 |
|                                         | Mietshaus mit Laden in geschlossener Bebauung und Hintergebäude | Bautzener Straße 20 (Karte)                                          | 1860er Jahre | Hintergebäude ehemals Möbeltischlerei Bruno Schröter, baugeschichtlich von Bedeutung | 09280468 |
| Weitere Bilder                          | Wohnhaus, nach rechts in geschlossener Bebauung, und Kirche der Katholisch-Apostolischen Gemeinde dahinter | Bautzener Straße 21 (Karte)                                          | 1862 (Wohnhaus); 1900/01 (Kirche) | Gebaut von der apostolischen Gemeinde, später an die Siebenten-Tags-Adventisten übergegangen, baugeschichtlich und ortsgeschichtlich von Bedeutung. Die apostolische Kirche ist 1900 vom Grundstück der Ressource Johannes-Wüsten-Straße 23 hierhergezogen. | 09280467 |
|                                         | Mietshaus in geschlossener Bebauung | Bautzener Straße 22 (Karte)                                          | 1890 | Baugeschichtlich und städtebaulich von Bedeutung | 09280466 |
| Weitere Bilder                          | Diakonissenhaus, Erweiterungsbau von Haus Bethanien Landeskronstraße 57, Kopfbau mit der Landeskronstraße | Bautzener Straße 23 (Karte)                                          | 1902 | Villenartig in neubarocker Formensprache, baugeschichtlich von Bedeutung. Großer geschwungener Giebel, Haus möglicherweise im 20. Jahrhundert überformt. | 09280460 |
|                                         | Mietshaus vom Typus in geschlossener Bebauung | Bautzener Straße 25 (Karte)                                          | 1875/1885 | Baugeschichtlich und städtebaulich von Bedeutung | 09282074 |
|                                         | Mietshaus vom Typus in geschlossener Bebauung | Bautzener Straße 28 (Karte)                                          | 1875/1885 | Baugeschichtlich und städtebaulich von Bedeutung | 09282073 |
|                                         | Mietshaus in geschlossener Bebauung | Bautzener Straße 30 (Karte)                                          | Ende 19. Jahrhundert | Klinker, baugeschichtlich und städtebaulich von Bedeutung | 09282072 |
| Weitere Bilder                          | Hotel Stadt Leipzig in geschlossener Bebauung | Bautzener Straße 31 (Karte)                                          | Ende 19. Jahrhundert | Klinker, Historismusfassade, baugeschichtlich und ortsgeschichtlich von Bedeutung | 09282071 |
| Weitere Bilder                          | Görlitzer Getreide-Brennerei; Presshefe-Sprit- und Malzfabriken Hagspihl und Co. Commandit-Gesellschaft (Sachgesamtheit) | Bautzener Straße 32, 33 (Karte)                                      | 2. Hälfte 19. Jahrhundert | Sachgesamtheit Presshefe-Sprit- und Malzfabriken Hagspihl und Co. Commandit-Gesellschaft mit folgenden Einzeldenkmalen: Fabrikantenvilla, Villengarten und Einfriedung, Pflasterung, Springbrunnen aus Terrakotta mit Rübezahl aus Zinkblech als Brunnenfigur im Dreieck Hilger-/Bautzener Straße und Terrakottabrunnen mit figürlichen Darstellungen an der Bautzener Straße, Fabrikgebäude aus Klinker entlang der Hilgerstraße, Pflanzhaus im hinteren Teil des Grundstücks, Dampfkompressor von 1924 für die Malzdarre sowie die Pflasterung im Hofbereich (siehe Bautzener Straße 32, Obj. 09282076) und eine weitere Fabrikantenvilla (siehe Bautzener Straße 33, Obj. 09282075); mit Übernahme der seit 1858 bestehenden Dampf-Mälzerei und -Brennerei durch Guido Hagspihl im Jahre 1862 Beginn einer erfolgreichen, innovationsfreudigen Unternehmensentwicklung, u. a. Eigenentwicklung einer Presshefesiebmaschine, zwei Fabrikantenvillen mit aufwändigem Villengarten und ständige bauliche Erweiterungen der Produktionsanlagen zeugen vom wirtschaftlichen Erfolg des innerhalb der Görlitzer Industriegeschichte bedeutenden Unternehmens, das zu DDR-Zeiten eine von nur fünf produzierenden Hefefabriken war, die Fabrikantenvilla mit Villengarten zeugt zudem vom hohen Repräsentationsanspruch des Fabrikanten, somit kommt dem zum Teil mit originaler technischer Ausstattung erhaltenen Ensemble eine außerordentliche industriegeschichtliche, technikgeschichtliche, baugeschichtliche und gartenkünstlerische Bedeutung zu | 09302672 |
| Weitere Bilder                          | Fabrikantenvilla, Villengarten mit struktur- und raumbildender Bepflanzung, Wegesystem und Einfriedung sowie Springbrunnen aus Terrakotta mit Rübezahl aus Zinkblech als Brunnenfigur im Dreieck Hilger-/Bautzener Straße und weiterer Terrakottabrunnen mit figürlichen Darstellungen an der Bautzener Straße, Fabrikgebäude aus Klinker entlang der Hilgerstraße, Gewächshaus im hinteren Teil des Grundstücks, Dampfkompressor von 1924 für die Malzdarre sowie die Pflasterung im Hofbereich (siehe auch Sachgesamtheitsdokument Obj. 09302672) | Bautzener Straße 32 (Karte)                                          | 1875 (Fabrikantenvilla); 2. Hälfte 19. Jahrhundert (Villengarten/Landhausgarten); 1884 (Brennerei an der Hilgerstraße) | Einzeldenkmale der Sachgesamtheit Presshefe-Sprit- und Malzfabriken Hagspihl und Co. Commandit-Gesellschaft; Bauherr Fabrikbesitzer Hagspihl, 1912 als Contor der Fabrik bezeichnet, baugeschichtlich, technikgeschichtlich und gartenkünstlerisch von Bedeutung | 09282076 |
|                                         | Fabrikantenvilla (siehe auch Sachgesamtheitsdokument Obj. 09302672) | Bautzener Straße 33 (Karte)                                          | Um 1865 | Einzeldenkmal der Sachgesamtheit Presshefe-Sprit- und Malzfabriken Hagspihl und Co. Commandit-Gesellschaft; Bauherr Hagspihl, war mit der heutigen Bautzener 32 ein Flurstück, baugeschichtlich und ortsgeschichtlich von Bedeutung | 09282075 |
|                                         | Wohnhaus in geschlossener Bebauung | Bautzener Straße 37 (Karte)                                          | Um 1850 | Baugeschichtlich und städtebaulich von Bedeutung, Seitenrisalite mit rundbogigen Fenstern | 09282498 |
|                                         | Gemeindehaus der Lutherkirche mit Kindergarten, in geschlossener Bebauung | Bautzener Straße 38 (Karte)                                          | Um 1910 | Baugeschichtlich und ortsgeschichtlich von Bedeutung | 09280461 |
|                                         | Mietshaus in geschlossener Bebauung | Bautzener Straße 39 (Karte)                                          | Um 1890 | Baugeschichtlich und städtebaulich von Bedeutung | 09280462 |
|                                         | Wohnhaus in geschlossener Bebauung | Bautzener Straße 40 (Karte)                                          | Um 1890 | Städtebaulich von Bedeutung | 09280463 |
|                                         | Mietshaus in geschlossener Bebauung | Bautzener Straße 41 (Karte)                                          | 1900 | Baugeschichtlich und städtebaulich von Bedeutung | 09280464 |
|                                         | Mietshaus in geschlossener Bebauung und Hofgebäude | Bautzener Straße 42 (Karte)                                          | 1857–1867 | Baugeschichtlich und städtebaulich von Bedeutung | 09280465 |
|                                         | Mietshaus in geschlossener Bebauung | Bautzener Straße 43 (Karte)                                          | 1864 | Bauherr war der Bäckermeister Wolf, Haus bald darauf im Besitz des Kaufmanns Hagspihl, städtebaulich von Bedeutung. Fassade geglättet, originales Hofdurchfahrtstor, Mittelrisalit hochgezogen. | 09285614 |
| Weitere Bilder                          | Mietshaus mit Laden in geschlossener Bebauung und Hinterhaus | Bautzener Straße 46 (Karte)                                          | Um 1880 | Baugeschichtlich und städtebaulich von Bedeutung | 09280475 |
|                                         | Mietshaus in geschlossener Bebauung | Bautzener Straße 47 (Karte)                                          | 1857–1867 | Baugeschichtlich und städtebaulich von Bedeutung | 09280476 |
| Weitere Bilder                          | Mietshaus in geschlossener Bebauung | Bautzener Straße 48 (Karte)                                          | 1875/1885 | Baugeschichtlich und städtebaulich von Bedeutung, Hofflügel 2007 als Denkmal gestrichen | 09280477 |
|                                         | Wohnhaus, ländlich, heute in geschlossener Bebauung | Bautzener Straße 49 (Karte)                                          | 1. Hälfte 19. Jahrhundert | Ländlicher Bau, eines der ältesten bestehenden Häuser der Straße, baugeschichtlich von Bedeutung | 09280486 |
| Direkt Bild zu diesem Denkmal hochladen | Straßenfassade eines Mietshauses | Bautzener Straße 51 (Karte)                                          | 1875/1885 (Fassade) | Städtebaulich von Bedeutung. 25. April 2000: Genehmigung für Teilrückbau bis erstes Obergeschoss. Das erfolgte 2002. | 09280488 |
|                                         | Wohnhaus in geschlossener Bebauung | Bautzener Straße 55 (Karte)                                          | 1857–1867 | Städtebaulich von Bedeutung | 09280491 |
|                                         | Mietshaus in geschlossener Bebauung, mit Laden | Bautzener Straße 56 (Karte)                                          | Um 1890 | Baugeschichtlich und städtebaulich von Bedeutung | 09280484 |
|                                         | Mietshaus in geschlossener Bebauung, mit Laden | Bautzener Straße 57 (Karte)                                          | Um 1890 | Obergeschosse Klinker, baugeschichtlich und städtebaulich von Bedeutung | 09280483 |
|                                         | Mietshaus in geschlossener Bebauung | Bautzener Straße 58 (Karte)                                          | Um 1890 | Baugeschichtlich und städtebaulich von Bedeutung | 09280482 |
|                                         | Mietshaus in geschlossener Bebauung, mit Laden | Bautzener Straße 59 (Karte)                                          | Um 1890 | Baugeschichtlich und städtebaulich von Bedeutung. Erhaltenswerte alte Werbung an der Fassade. | 09280481 |
|                                         | Wohnhaus in geschlossener Bebauung | Bautzener Straße 60 (Karte)                                          | 1837 | Bauherr war ein Schmied, baugeschichtlich und städtebaulich von Bedeutung | 09280480 |
|                                         | Wohnhaus in geschlossener Bebauung | Bautzener Straße 61 (Karte)                                          | Um 1840 | Städtebaulich von Bedeutung | 09280479 |
|                                         | Wohnhaus in geschlossener Bebauung | Bautzener Straße 62 (Karte)                                          | 1849 | Bauherr war der Seilermeister Adolph Springer, städtebaulich von Bedeutung. 1851 Einbau einer Dachstube, 1868 Vergrößerung des linken Erdgeschossfensters, in der Mitte wird aus dem Fenster ein zusätzlicher Eingang. Haus war damals im Erdgeschoss noch rundbogig. Hofgebäude etwas nach rechts versetzt, stehen noch. | 09280478 |
| Weitere Bilder                          | Fabrikantenvilla, Villengarten, Gartenhäuschen und Einfriedung | Bergstraße 1 (Karte)                                                 | 1895 | Villa der Orleanfabrikanten Kaufmann und Müller, Gartenhäuschen aus Klinker. Grundstück wird begrenzt von der Stadtmauer, ein Turm befindet sich auf dem Grundstück, baugeschichtlich und gartenkünstlerisch von Bedeutung. Villa des Orleanfabrikanten Kaufmann (und Müller), Architekturgliederungselemente Klinker, dazwischen Putz. Allerhand Fachwerk in den oberen Bereichen. Wintergarten mit Eisenfenstern. Eingeschlossen ein kleines Gartenhäuschen aus Klinker. Grundstück wird begrenzt von der Stadtmauer, ein Turm befindet sich auf dem Grundstück. Auf dem Turm eine Fahne mit Angaben „1598 und 1663“. Müller vielleicht auch Schuhfabrikant. Fabrik östlich ist 1867 als Maschinenbauanstalt im Plan. | 09280897 |
|                                         | Fabrikhalle mit Sheddächern, ursprünglich Tuchfabrik | Bergstraße 2 (Hauptanschrift: Uferstraße 30) (Karte)                 | 3. Viertel 19. Jahrhundert | Baugeschichtlich und ortsgeschichtlich von Bedeutung, laut Karte von 1867 Tuchfabrik | 09281041 |
| Weitere Bilder                          | Mietshaus in nach rechts geschlossener Bebauung | Bergstraße 3 (Karte)                                                 | Um 1890 | Baugeschichtlich und städtebaulich von Bedeutung. Schöne Treppenhausfenster mit verschiedenem Glas. | 09280896 |
| Weitere Bilder                          | Mietshaus in geschlossener Bebauung | Bergstraße 4 (Karte)                                                 | Um 1890 | Historistische Fassade, baugeschichtlich und städtebaulich von Bedeutung. Schöne Treppenhausfenster mit verschiedenem Glas. | 09280895 |
| Weitere Bilder                          | Mietshaus in geschlossener Bebauung | Bergstraße 5 (Karte)                                                 | Um 1890 | Historismusfassade, baugeschichtlich und städtebaulich von Bedeutung. In Hauseingang Plastik eines Renaissance-Mannes. Schöne Treppenhausfenster mit verschiedenem Glas. | 09280894 |
| Weitere Bilder                          | Mietshaus in geschlossener Bebauung | Bergstraße 6 (Karte)                                                 | Um 1890 | Reicher Fassadenschmuck, baugeschichtlich und städtebaulich von Bedeutung. Hofseitig Balkons. | 09280893 |
| Direkt Bild zu diesem Denkmal hochladen | Litfaßsäule | Berliner Straße, Ecke Salomonstraße (Karte)                          | Um 1920 | Kulturgeschichtlich von Bedeutung | 09281251 |
|                                         | Mietshaus mit Läden, Eckhaus | Berliner Straße 1 (Postplatz 17) (Karte)                             | Um 1870 | Abgestumpfte Ecke, baugeschichtlich und straßenbildprägend von Bedeutung. Abgestumpfte Ecke, durch zwei Erkersäulen ab dem ersten Obergeschoss betont. | 09281388 |
|                                         | Wohn- und Geschäftshaus in geschlossener Bebauung | Berliner Straße 2 (Karte)                                            | Um 1880 | Baugeschichtlich und städtebaulich von Bedeutung. Schönes spätklassizistisches Haus, als Fassadenzier klassische Fensterbedachungen, Gurtgesimse, Sohlbänke, im ersten Obergeschoss fein reliefierte Brüstungsfelder. das Erdgeschoss wurde wohl um 1900 komplett als Ladenfront aufgebrochen. | 09285572 |
|                                         | Mietshaus mit Läden in geschlossener Bebauung | Berliner Straße 3 (Karte)                                            | Um 1870 | Baugeschichtlich und städtebaulich von Bedeutung. Ohne Hinterhaus. Schönes spätklassizistisches Haus. Es finden sich viele Elemente der Fassadenzier der Zeit: gerade Fensterbedachungen, Gurtgesimse, Sohlbänke, im ersten Obergeschoss in Pilaster gefasste Brüstungsfelder. Das Erdgeschoss wurde wohl um 1900 als Ladenfront aufgebrochen und gestaltet. | 09281386 |
|                                         | Wohn- und Geschäftshaus in geschlossener Bebauung | Berliner Straße 4 (Karte)                                            | Um 1910 | Baugeschichtlich und städtebaulich von Bedeutung. Neuklassizistische Gestaltung. | 09281385 |
|                                         | Wohn- und Geschäftshaus in geschlossener Bebauung | Berliner Straße 5 (Karte)                                            | Um 1870 | Baugeschichtlich und städtebaulich von Bedeutung, Fassade geglättet, Bleiglasfenster mit floraler Ornamentik im Treppenhaus | 09285573 |
|                                         | Mietshaus in geschlossener Bebauung, mit Laden | Berliner Straße 6 (Karte)                                            | Um 1870 | Städtebaulich von Bedeutung, Fassade fast vollständig geglättet | 09285574 |
| Weitere Bilder                          | Kaufhaus mit Straßburg-Passage, mit allen Läden und der inneren Gestaltung des Kaufhauses | Berliner Straße 7, 8 (Karte)                                         | 1898 als Kaufhaus, 1908 als Passage | Angelegt von Otto Straßburg durch den Architekten Gerhard Röhr, Innenarchitektur Architekt E. von Wachtel, 1908 als Passage überdacht und umgewandelt, baugeschichtlich, kulturgeschichtlich und künstlerisch von Bedeutung | 09281384 |
|                                         | Mietshaus in geschlossener Bebauung, mit Laden | Berliner Straße 9 (Karte)                                            | Um 1870 | Fassade geglättet, städtebaulich von Bedeutung, Reste von Stuck im Eingangsbereich | 09285575 |
|                                         | Kaufhaus in geschlossener Bebauung | Berliner Straße 10 (Karte)                                           | Um 1910 | Im zweiten und dritten Obergeschoss noch Gestaltung um 1870 erhalten, Erdgeschoss und erstes Obergeschoss um 1910 zum Kaufhaus umgestaltet, schöne Lichthöfe, originale innere Kaufhausausstattung, baugeschichtlich und städtebaulich und kulturgeschichtlich von Bedeutung | 09281382 |
|                                         | Wohnhaus in geschlossener Bebauung, mit Laden | Berliner Straße 11 (Karte)                                           | 1860–1880 | Städtebaulich von Bedeutung | 09301734 |
|                                         | Mietshaus mit Läden in geschlossener Bebauung | Berliner Straße 12 (Karte)                                           | Um 1870 | Städtebaulich von Bedeutung, Mittelrisalit und Dachhäuschen, originale Fenster, Rest farbiger Bleiglasfenster | 09285576 |
|                                         | Mietshaus in geschlossener Bebauung, mit Läden mit originalen Fronten | Berliner Straße 13 (Karte)                                           | Um 1912 | Um 1910/15 neuklassizistische Pilastergliederung, Erdgeschoss teils mit Originalausstattung der Läden (u. a. eines Schmuckgeschäftes) um 1910, baugeschichtlich und städtebaulich von Bedeutung, ohne Hinterhaus | 09281381 |
|                                         | Geschäftshaus in geschlossener Bebauung, Stahlbetonskelett, Eckhaus | Berliner Straße 14 (Hauptanschrift: Hospitalstraße 36) (Karte)       | 1910 | Stahlbetonskelett, Eckhaus, baugeschichtlich und straßenbildprägend von Bedeutung. Typus in Messebaunachfolge, Neuklassizistische Pilastergliederung. Erdgeschoss gestört. | 09281380 |
|                                         | Mietshaus mit Laden in geschlossener Bebauung, Eckhaus | Berliner Straße 15 (Hauptanschrift: Hospitalstraße 8) (Karte)        | 1860er Jahre | Baugeschichtlich und straßenbildprägend von Bedeutung. Originale Haustür. | 09281445 |
|                                         | Mietshaus mit Läden in geschlossener Bebauung | Berliner Straße 16 (Karte)                                           | Um 1870 | Baugeschichtlich und städtebaulich von Bedeutung | 09282723 |
|                                         | Mietshaus mit Läden in geschlossener Bebauung | Berliner Straße 17 (Karte)                                           | Um 1880 | Baugeschichtlich und städtebaulich von Bedeutung, Fassade mit Stilelementen der Neorenaissance | 09285637 |
|                                         | Wohnhaus in geschlossener Bebauung | Berliner Straße 18 (Karte)                                           | 1870er Jahre | Geglättete Fassade, städtebaulich von Bedeutung. Eine Fassade mit Haus Nummer 19. | 09280604 |
|                                         | Wohnhaus in geschlossener Bebauung | Berliner Straße 19 (Karte)                                           | 1870er Jahre | Städtebaulich von Bedeutung. Eine Fassade mit Haus Nummer 18, geglättete Fassade. | 09280605 |
|                                         | Mietshaus mit Laden in geschlossener Bebauung, Eckhaus | Berliner Straße 20 (Schulstraße 6) (Karte)                           | Nach 1875 | Fassade mit Gestaltungselementen des Art Déco, baugeschichtlich und straßenbildprägend von Bedeutung | 09285419 |
|                                         | Wohn- und Geschäftshaus in geschlossener Bebauung, Eckhaus | Berliner Straße 21 (Schulstraße 5) (Karte)                           | 2. Hälfte 19. Jahrhundert | Fassade in Erd- und erstem Obergeschoss 1920er Jahre, baugeschichtlich und straßenbildprägend von Bedeutung | 09280603 |
|                                         | Mietshaus in geschlossener Bebauung, mit zwei Läden mit originaler Front | Berliner Straße 22 (Karte)                                           | Um 1870 | Städtebaulich von Bedeutung | 09285579 |
|                                         | Wohn- und Geschäftshaus in geschlossener Bebauung und Hintergebäude (Nr. 23a) | Berliner Straße 23, 23a (Karte)                                      | Um 1900 | Baugeschichtlich und städtebaulich von Bedeutung. Hintergebäude mit gewerblicher Nutzung. Fassade mit Pilastergliederung. | 09280602 |
|                                         | Wohnhaus mit Laden in geschlossener Bebauung und Hintergebäude (Nr. 24a) | Berliner Straße 24, 24a (Karte)                                      | 1880er Jahre | Baugeschichtlich und städtebaulich von Bedeutung. Hintergebäude mit gewerblicher Nutzung, um 1900. | 09280601 |
|                                         | Wohn- und Geschäftshaus in geschlossener Bebauung und Hintergebäude | Berliner Straße 25 (Karte)                                           | 1865 | Bauherr Gottlob Schmidt, baugeschichtlich und städtebaulich von Bedeutung. Tordurchfahrt mit Blattornamentik, zwei aufstrebende Bäume mit Blättern. Zeichen eines Sterns und eines Wappens mit Kreuz. | 09280600 |
|                                         | Wohn- und Geschäftshaus in geschlossener Bebauung, mit Resten originaler Schaufenster, und Hintergebäude | Berliner Straße 26 (Karte)                                           | Um 1900 | Baugeschichtlich und städtebaulich von Bedeutung | 09280599 |
|                                         | Wohn- und Geschäftshaus in geschlossener Bebauung | Berliner Straße 27 (Karte)                                           | Um 1900 | Baugeschichtlich und städtebaulich von Bedeutung | 09280598 |
|                                         | Wohn- und Geschäftshaus in geschlossener Bebauung und Hintergebäude | Berliner Straße 28 (Karte)                                           | Um 1900 | Baugeschichtlich und städtebaulich von Bedeutung | 09280597 |
|                                         | Wohn- und Geschäftshaus in geschlossener Bebauung, mit originaler Ladenfront und Hintergebäude | Berliner Straße 29 (Karte)                                           | Um 1900 | Baugeschichtlich und städtebaulich von Bedeutung | 09280596 |
|                                         | Wohn- und Geschäftshaus in geschlossener Bebauung mit Hintergebäude | Berliner Straße 30 (Karte)                                           | Um 1910 (Fassade) | Baugeschichtlich und künstlerisch von Bedeutung. Hintergebäude vermutlich ehemalige Taschentuchweberei. Danach Pharmaziegroßhandel. Inschrift (Albert) Nachfolger Gebrüder Kunz. Originale Ausstattung (Fenster, Treppengeländer, Türen) Grün-weiße Kacheln in der Hofdurchfahrt. Fassade im Jugendstil, angelehnt an den österreichischen Sezessionsstil. | 09280595 |
|                                         | Mietshaus in geschlossener Bebauung, mit linkem Hofflügel | Berliner Straße 31 (Karte)                                           | Um 1870 | Städtebaulich von Bedeutung, Fassade geglättet | 09282505 |
|                                         | Reichshallentheater | Berliner Straße 32 (Karte)                                           | Um 1870 | Ehemals mit Restaurant im Vorderhaus und Saalgebäude dahinter, erster Bauherr Fleischermeister August Altmann, ortsgeschichtlich von Bedeutung. Die Namen lauteten u. a. auch Zur Deutschen Reichshalle, Cafè und Weinhaus Astoria, ab 1925 Lichtspieltheater „Deutling-Palast“, Capitollichtspiele, Rüdiger Gaststätten und Tanzbar California, Saalgebäude für 800 Personen dahinter eingestürzt. | 09282504 |
| Weitere Bilder                          | Hotel Vier Jahreszeiten; Hotelbau in geschlossener Bebauung, Hotel seit 1899 zusammen mit Bahnhofstraße 25 | Berliner Straße 35 (Karte)                                           | Um 1870 | Abgeschrägte Ecke zweifach gebrochen, Fassade und Innenräume im Stil des Art Déco überformt, bemerkenswert die Eingangshalle mit Resten der Gestaltung von Walter Rhaue, Wandreliefs und Kachelöfen, baugeschichtlich, künstlerisch und ortsgeschichtlich von Bedeutung | 09301520 |
| Weitere Bilder                          | Hohenzollernhof; Hotel in geschlossener Bebauung mit Saalbau nach hinten, Eckhaus | Berliner Straße 36 (Karte)                                           | 1889/90 | Postanschrift Berliner Straße 24, abgestumpfte Ecke zweifach gebrochen, Bauherr war der Bauunternehmer Louis Frenzel, baugeschichtlich, ortsgeschichtlich und straßenbildprägend von Bedeutung. Bis 2009 Adresse Berliner Straße 36. | 09280593 |
| Direkt Bild zu diesem Denkmal hochladen | Hotel Stadt Dresden in geschlossener Bebauung | Berliner Straße 37 (Karte)                                           | Um 1860 | Bau als Gasthof schon seit spätestens 1864 unter Otto Schneider, mit zwei Kegelbahnen und schönem Garten, seit 1893 „Stadt Dresden“, 1913 Umbau unter Arthur Hoessler, baugeschichtlich und ortsgeschichtlich von Bedeutung. Der Saal wurde abgerissen. | 09280592 |
| Direkt Bild zu diesem Denkmal hochladen | Wohn- und Geschäftshaus in geschlossener Bebauung | Berliner Straße 38 (Karte)                                           | 1861 | Bauherr war der Ziegelmeister Karl Gottlieb Urban, baugeschichtlich und städtebaulich von Bedeutung. Fabrik im weiteren Hofraum waren wahrscheinlich die Heros-Fahrradwerke. Fabrik abgebrochen. | 09280591 |
|                                         | Wohn- und Geschäftshaus in geschlossener Bebauung mit zwei Läden mit originaler Front | Berliner Straße 38a (Karte)                                          | 1884 | Bauherr war der Zimmermeister Wilhelm Schulz, baugeschichtlich und städtebaulich von Bedeutung | 09280590 |
|                                         | Wohn- und Geschäftshaus in geschlossener Bebauung | Berliner Straße 39 (Karte)                                           | 1885 | Bauherr war Oberbahnmeister Pingel, städtebaulich von Bedeutung, Fassadenzier nicht mehr vorhanden | 09280589 |
|                                         | Wohn- und Geschäftshaus in geschlossener Bebauung, mit originaler Ladenfront | Berliner Straße 40 (Karte)                                           | 1882 | Bauherr wohl der Bauunternehmer Wabersky, stadtbaugeschichtlich von Bedeutung. Originales Portal und Tür. Krause ist von der Salomonstraße 10. Fassade geglättet, mit originaler Ladenfront von 1896. | 09280588 |
| Weitere Bilder                          | Wohn- und Geschäftshaus in geschlossener Bebauung | Berliner Straße 41 (Karte)                                           | 1881 | Bauherr war Bauunternehmer Wabersky, baugeschichtlich und städtebaulich von Bedeutung | 09280587 |
|                                         | Wohn- und Geschäftshaus in geschlossener Bebauung, mit originaler Ladenfront | Berliner Straße 42 (Karte)                                           | 1873 | Bauherrin war Frau Kaufmann Hensel, Grundstück ehemals mit Salomonstraße 10, 11, 12, aufwändige Gründerzeitfassade, baukünstlerisch und städtebaulich von Bedeutung | 09280586 |
| Weitere Bilder                          | Hotel Görlitzer Hof (ehemals Hotel Kaiserhof); Hotel in geschlossener Bebauung, mit Speisesaal dahinter, ein Grundstück mit Salomonstraße 9, dort als Nebengebäude Pferdestall und Wagenschuppen sowie Klinkermauer mit Einfahrt | Berliner Straße 43 (Salomonstraße 9) (Karte)                         | 1877 | Bauherr Gottlieb Urban, Hotel ab 1891 Kaiserhof genannt, nach 1945 Görlitzer Hof, baugeschichtlich und ortsgeschichtlich von Bedeutung. Speisesaal dahinter und die Nebengebäude Pferdestall und Wagenschuppen auf dem Grundstück Salomon 9 sind Abbruch. | 09280585 |
|                                         | Wohn- und Geschäftshaus in geschlossener Bebauung, mit Resten zweier originaler Ladenfronten | Berliner Straße 44 (Karte)                                           | 1877 | Baugeschichtlich und städtebaulich von Bedeutung | 09280584 |
|                                         | Mietshaus in geschlossener Bebauung, mit Laden | Berliner Straße 45 (Karte)                                           | 1877 | Städtebaulich von Bedeutung, Laden mit neuer Front, originale Haustür, geglättete Fassade | 09285581 |
|                                         | Wohnhaus in geschlossener Bebauung, mit Laden | Berliner Straße 46 (Karte)                                           | 1876 | Bauherr Maurermeister Voigt, baugeschichtlich und städtebaulich von Bedeutung, spätklassizistische Fassade | 09280583 |
|                                         | Mietshaus in geschlossener Bebauung | Berliner Straße 47 (Karte)                                           | 1881 | Baugeschichtlich und städtebaulich von Bedeutung, Fassade in Erdgeschoss und erstes Obergeschoss geglättet oder verändert | 09280582 |
|                                         | Engelapotheke; Wohn- und Geschäftshaus in geschlossener Bebauung | Berliner Straße 48 (Karte)                                           | 1881 | Baugeschichtlich, baukünstlerisch und städtebaulich von Bedeutung | 09280581 |
|                                         | Wohn- und Geschäftshaus in geschlossener Bebauung | Berliner Straße 49 (Karte)                                           | 1881 | Baugeschichtlich, baukünstlerisch und städtebaulich von Bedeutung | 09280580 |
|                                         | Spaten-Bräu; Wohn- und Geschäftshaus in geschlossener Bebauung | Berliner Straße 50 (Salomonstraße 2) (Karte)                         | 1880 | Von jeher mit Gaststätte, Bauherr Zimmermeister I. W. Schulz, baugeschichtlich und ortsgeschichtlich von Bedeutung. Reicher Fassadenschmuck mit Formen der Neorenaissance. Seit mindestens 1885 Restauration. 1889 „Zum Münchner Spaten“, 1903 „Augustinerbräu“, 1908 Rückbenennung „Zum Spatenbräu“, gebräuchlichster Name „Spatenbräu“. 1919 kurzzeitig „Zum Halbmond“, nach dem Krieg HOG Weinstube, Landskronbierstube, heute „Die Bierstube“, die Fenster hatten eine schöne Bleiverglasung, sie wurden 1995 an die Partnerstadt Wiesbaden übergeben und dort in die Gaststätte „Stadt Görlitz“ eingebaut. | 09280535 |
| Weitere Bilder                          | Café Fledermaus; Wohn- und Geschäftshaus in geschlossener Bebauung (Salomonstraße 1) mit originaler Ladenfront sowie Kopfbau mit Laden und vorgelagertes Café als spitzwinkliger Flachbau (beide Berliner Straße 51) | Berliner Straße 51 (Salomonstraße 1) (Karte)                         | 1857 (erster Bau, Salomonstraße 1); 1889 (Kopfbau, Berliner Straße 51); 1899 (Anbau Café Fledermaus, Berliner Straße 51) | Bauherr Appreteur Robert Fischer, baugeschichtlich, baukünstlerisch und straßenbildprägend von Bedeutung. Der hohe Kopfbau der beiden Straßenzüge fünfgeschossig. Der spitzwinklige Bau eingeschossig mit dem Café Fledermaus, dieses 1899 als Eisenkonstruktion gebaut. 1993 abgebrannt und zweigeschossig neu aufgebaut. | 09280534 |
| Direkt Bild zu diesem Denkmal hochladen | Mietshaus mit Laden in geschlossener Bebauung, Eckhaus zur Berliner Straße | Berliner Straße 52 (Hauptanschrift: Hospitalstraße 35) (Karte)       | 1886 | Baugeschichtlich und städtebaulich von Bedeutung | 09280695 |
| Weitere Bilder                          | Commerzbank; Löbauer Bank in geschlossener Bebauung | Berliner Straße 53 (Karte)                                           | 1911 | Pläne vom Görlitzer Baumeister Franz Grunert, im zweiten Obergeschoss an der Fassade fünf vollplastische Figuren, gebaut als Löbauer Bank, in den 1920er Jahren in der Commerz- und Privatbank AG Hamburg-Berlin aufgegangen, architekturgeschichtlich, baukünstlerisch und ortsgeschichtlich von Bedeutung. Stilistisch in Lossow-&-Kühne-Nähe. | 09280696 |
|                                         | Wohn- und Geschäftshaus in geschlossener Bebauung, mit originaler Ladenfront | Berliner Straße 54 (Karte)                                           | Um 1860 | Stadtbaugeschichtlich von Bedeutung. Originale Ladenfront in allen senkrechten Elementen. | 09280697 |
|                                         | Wohn- und Geschäftshaus in geschlossener Bebauung, mit Resten originaler Ladenfront | Berliner Straße 55 (Karte)                                           | Um 1860 | Städtebaulich von Bedeutung, mit Resten der originalen Ladenfront (allen senkrechten Elementen) | 09280698 |
|                                         | Wohn- und Geschäftshaus in geschlossener Bebauung | Berliner Straße 56 (Karte)                                           | Um 1860 | Städtebaulich von Bedeutung | 09280699 |
|                                         | Wohn- und Geschäftshaus in geschlossener Bebauung | Berliner Straße 57 (Karte)                                           | 1860er Jahre | Baugeschichtlich und städtebaulich von Bedeutung | 09280700 |
| Weitere Bilder                          | Wohn- und Geschäftshaus in geschlossener Bebauung | Berliner Straße 58 (Karte)                                           | Um 1860 | Mit Ladenpassage aus der Zeit um den Ersten Weltkrieg, baugeschichtlich und städtebaulich von Bedeutung | 09280701 |
|                                         | Wohn- und Geschäftshaus in geschlossener Bebauung | Berliner Straße 59 (Karte)                                           | Um 1860 | Baugeschichtlich und städtebaulich von Bedeutung | 09280702 |
|                                         | Wohn- und Geschäftshaus in geschlossener Bebauung, Eckhaus | Berliner Straße 61 (Dr.-Friedrichs-Straße 1) (Karte)                 | 1860er Jahre | Baugeschichtlich und städtebaulich von Bedeutung. Fassade etwas überformt, Erdgeschoss verändert, Fenster am Erker im ersten Obergeschoss verändert. Zum Teil originale Ladeneinrichtung (Treppe und Vitrinen) aus den 30er und 40er Jahren. | 09280703 |
|                                         | Diskonto-Gesellschaft; Bankgebäude, Eckhaus | Berliner Straße 62 (Dr.-Friedrichs-Straße 2, 2b) (Karte)             | Vor 1923 | Gebaut als Sparkasse und Stadtbank, später auch „Deutsche Bank“, Architekt Alfred Hentschel, baugeschichtlich, städtebaulich und straßenbildprägend von Bedeutung. Auf dem städtischen Grundstück befand sich seit 1843/44 das Städtische Krankenhaus, welches 1910 abgerissen wurde. Die Stadt bebaute es mit Sparkasse und Stadtbank. Sparsam dekorierter Baukörper mit einer Art Kolossalordnung. Türen verändert. Reliefs in Putz. Bleiglasfenster im Treppenhaus, hier Fensterbänder. | 09281807 |
|                                         | Wohn- und Geschäftshaus in geschlossener Bebauung | Berliner Straße 63 (Karte)                                           | Vor 1914 | Baugeschichtlich und straßenbildprägend von Bedeutung. Erdgeschoss verändert. | 09281808 |
|                                         | Stadtsparkasse in geschlossener Bebauung | Berliner Straße 64 (Karte)                                           | 1909–1913 | Reformorientierter Monumentalstil, architekturgeschichtlich, baukünstlerisch und straßenbildprägend von Bedeutung | 09280662 |

## Streichungen von der Denkmalliste
| Bild                                    | Bezeichnung | Lage                                                              | Datierung                                                              | Beschreibung | ID       |
| --------------------------------------- | --- | ----------------------------------------------------------------- | ---------------------------------------------------------------------- | --- | -------- |
| Weitere Bilder                          | Stadtpark und ehemaliges städtisches Gartenamt (Sachgesamtheit)                                                                                                  | Am Stadtpark, westlich und östlich der Dr.-Kahlbaum-Allee (Karte) | 1829–1855                                                              | Baugeschichtlich und städtebaulich von Bedeutung; nach 2014 von der Denkmalliste gestrichen | 09302540 |
| Direkt Bild zu diesem Denkmal hochladen | Wohnhaus, nach links in geschlossener Bebauung, Halle für die Wagen, die Stallungen und die Schmiede für die Pferde der Bahn, dazu die Pflasterung in Naturstein | Bahnhofstraße 29 (Karte)                                          | 1882 (Wohnhaus); 1888 (Pferdebahnwagenhalle, Pferdestall und Schmiede) | Wohnhaus Putzbau, Halle lang nach hinten mit zwei Einfahrten, im Winkel angebautes Stallgebäude, Stallgewölbe Ziegel, Granitsäulen, Futtertröge, alle Bauten der Pferdebahn Klinker, Pflasterung Granit und Basalt, verkehrsgeschichtlich, stadtgeschichtlich und baugeschichtlich von Bedeutung. Die Pferdeställe hinten links wurden teils zu Garagen umgebaut. 2017 oder 2018 abgerissen.                                                                                      | 09305737 |
|                                         | Mietshaus in geschlossener Bebauung, mit Laden | Berliner Straße 33 (Karte)                                        | Um 1880                                                                | Zunächst wohl Hotel „Storz“, später mit Berliner 34 „Hansa-Hotel“, städtebaulich von Bedeutung. Hauptgesims als Konsolfries. Fassade geglättet. Zwischen 2017 und 2024 aus der Denkmalliste gestrichen. | 09285580 |
|                                         | Hansa-Hotel in geschlossener Bebauung | Berliner Straße 34 (Karte)                                        | 1870er Jahre                                                           | Zunächst „Deutsches Haus“, Ausstattung im Foyer um 1923, im Restaurant farbige Bleiglasfenster, baugeschichtlich und ortsgeschichtlich von Bedeutung. Das Hansa-Hotel entstand aus der Zusammenlegung von Hotel „Storz“ (Berliner Straße 33) und dem Hotel „Deutsches Haus“. 60 Zimmer, Aufzug, Zentralheizung, eigene Wäscherei, Kühlanlage für das Bier. Fassade fast völlig geglättet und um ein Geschoss aufgestockt. Zwischen 2017 und 2024 aus der Denkmalliste gestrichen. | 09280594 |

## Tabellenlegende
- Bild: Bild des Kulturdenkmals, ggf. zusätzlich mit einem Link zu weiteren Fotos des Kulturdenkmals im Medienarchiv Wikimedia Commons. Wenn man auf das Kamerasymbol klickt, können Fotos zu Kulturdenkmalen aus dieser Liste hochgeladen werden:
- Bezeichnung: Denkmalgeschützte Objekte und ggf. Bauwerksname des Kulturdenkmals
- Lage: Straßenname und Hausnummer oder Flurstücknummer des Kulturdenkmals. Die Grundsortierung der Liste erfolgt nach dieser Adresse. Der Link (Karte) führt zu verschiedenen Kartendiensten mit der Position des Kulturdenkmals. Fehlt dieser Link, wurden die Koordinaten noch nicht eingetragen. Sind diese bekannt, können sie über ein Tool mit einer Kartenansicht einfach nachgetragen werden. In dieser Kartenansicht sind Kulturdenkmale ohne Koordinaten mit einem roten bzw. orangen Marker dargestellt und können durch Verschieben auf die richtige Position in der Karte mit Koordinaten versehen werden. Kulturdenkmale ohne Bild sind an einem blauen bzw. roten Marker erkennbar.
- Datierung: Baubeginn, Fertigstellung, Datum der Erstnennung oder grobe zeitliche Einordnung entsprechend des Eintrags in der sächsischen Denkmaldatenbank
- Beschreibung: Kurzcharakteristik des Kulturdenkmals entsprechend des Eintrags in der sächsischen Denkmaldatenbank, ggf. ergänzt durch die dort nur selten veröffentlichten Erfassungstexte oder zusätzliche Informationen
- ID: Vom Landesamt für Denkmalpflege Sachsen vergebene, das Kulturdenkmal eindeutig identifizierende Objekt-Nummer. Der Link führt zum PDF-Denkmaldokument des Landesamtes für Denkmalpflege Sachsen. Bei ehemaligen Kulturdenkmalen können die Objektnummern unbekannt sein und deshalb fehlen bzw. die Links von aus der Datenbank entfernten Objektnummern ins Leere führen. Ein ggf. vorhandenes Icon  führt zu den Angaben des Kulturdenkmals bei Wikidata.

## Ausführliche Denkmaltexte
1. ↑  Beschreibung des Gartendenkmals (Ragnhild Kober, 7. September 2008):
  - Geschichte: Anfang des 18. Jahrhunderts Pflanzung von Baumalleen vor den Toren der Stadt (im Süden der Stadt war das Webertor genannt „Die Pforte“), 1829–1933 Anlage der „Promenade“ (vierreihige Baumallee, die durch die Viehweide und Privatgärten vom Ende der heutigen Curiestraße nach dem Tivoli und weiter auf die Obermühlberge bis zum Blockhaus führte), um 1830 Beginn der Anlage eines Parks zwischen Promenade und Neiße, 1834 erster datierter Plan eines Görlitzer „Kunstgärtners“, bereits 1852 gab es wahrscheinlich einen Spielplatz im Park, im Mai 1855 ist auf Bitten des Magistrats von Görlitz ein Besuch Peter Joseph Lennés belegt, in seinem Schreiben vom 10. Oktober 1855 gibt er Hinweise zur Änderung einiger Parksituationen (der Plan, den Lenné dafür anfertigte, ist nicht mehr auffindbar), 1909 ist belegt, dass sich der Plan in der städtischen Plankammer befand (Quelle: Schneider, E., Aus deutschen Gärten, Görlitz als Gartenstadt, in: Die Gartenwelt, Jg. XIII, 1909, No. 30, S. 350), die Umsetzung der Planungen erfolgte in Etappen über mehrere Jahre, 1910 Anlage der Rosenterrasse nach Plänen des Gartendirektors Ernst Schneider (1962 Neugestaltung durch Henry Kraft, 1995 erneuert), nach 1945 Anlage der Freilichtbühne (Quelle: www.goerlitz.de)
  - Gebäude: im Süd-Bereich Gärtnerhaus (1845 als Wohnung für den Parkgärtner erbaut, später Sitz der Parkverwaltung) mit Pflanzenhaus (um 1880, Glas-Eisen-Konstruktion und Gusseisenstützen) und Werkstattgebäude (1925), im Nordwest-Bereich Toilettenhaus (Klinkergebäude) und ein weiteres Gebäude (letzteres kein Denkmal)
  - Gartenteile: im Ost-Bereich sogenannter Goldfischteich, Freilichtbühne und Denkmalplatz mit dem sogenannten Kugeldenkmal, im Südost-Bereich ehemaliger Sondergarten (Staudengarten?), im Süd-Bereich Rosengarten, im Südwest-Bereich Humboldt-Denkmal-Platz
  - Erschließung: geschwungen verlaufendes Wegesystem mit wassergebundener Decke, im Südost-Bereich ein Weg mit Mosaiksteinpflaster aus Basalt, im Nordwest-Bereich ein geradlinig verlaufender Weg mit Mosaiksteinpflaster aus Basalt (sogenannte Seufzerallee)
  - Bodenrelief: Landschaftliche Bodenmodellierung mit starken Höhendifferenzen in den nördlichen, östlichen und südlichen Randbereichen, im Bereich der Freilichtbühne drei Terrassen mit geschwungen verlaufenden Stützmauern aus Bruchsteinmauerwerk und verbindenden Treppen mit Granitstufen
  - Gartenbauten: im Norden des Rosengartens Pergola mit bogenförmigem Verlauf (Pfeiler aus Sandsteinmauerwerk, Holzauflage, zum Teil Stützmauern aus Sandsteinmauerwerk, zum Teil Geländer aus Metallkonstruktion, Treppen mit Sandsteinstufen, Treppenwangen mit Abdeckplatten aus Sandstein, im Westen Treppe mit Granitstufen, Wege zum Teil mit Sandsteinplatten, zum Teil mit Schieferplatten)
  - Wasser: im Nordost-Bereich sogenannter Goldfischteich mit Einfassung aus Bruchsteinen, im Südwest-Bereich am Humboldt-Platz Springbrunnen mit kreisförmigem Grundriss und mittiger Figurengruppe (drei Knaben beim Fischfang mit vollem Netz), das Wasser speit aus Fischköpfen an den vier Ecken und in der Mitte, bezeichnet: Geschenk des Kaufmanns Ewald Schneider, Görlitz, Weber-Str. 9, 1920, Figurenpodest bezeichnet: W. WOLF(?), Hausbrunnen im Gärtnerhaus (noch in Betrieb mit ausschankwürdiger Wasserqualität), im Norden des Gärtnerhauses eine Vogeltränke (Granitschale auf vier Granitkugeln), im Nordostendes Gärtnerhauses eine Vogeltränke in Form eines Baumstumpfes (Sandstein)
  - Gehölze: alter wertvoller Gehölzbestand (Solitärbäume und Baumgruppen, sowie Reste von Baumalleen und Baumreihen, wertvoller Strauchbestand), im zentralen Bereich Solitärbaum (Silberpappel unter Naturschutz, Silberahorn unter Naturschutz), im Südost-Bereich Solitärbaum (Esskastanie mit zwei von ehemals drei Stämmen)
  - Ausstattung: im Süden des sogenannten Goldfischteiches auf einem Sockel liegender Männerakt aus Kalkstein „Die Verzweiflung“, auch „Sterbender Krieger“ genannt, bezeichnet: Richard Engelmann 1909 (ein Geschenk des Grafen von Hochberg an die Stadt Görlitz), im Nordwesten des Gärtnerhauses eine kleine Skulptur eines Mädchens mit Hase (Kunststein?) auf Granitsockel, im Nordostendes Gärtnerhauses ein Steintisch mit achteckiger Tischplatte (Sandstein), im Süden des Gärtnerhauses in der Mitte eines kreisförmigen Rondells eine Pflanzschale aus Sandstein auf zweistufigem kreisförmigen Sockel, im Westen des sogenannten Goldfischteiches im Zentrum des hufeisenförmigen Platzes ein flacher kreisförmiger Sockel, Unterstellpilz auf einem Plateau im Nordost-Bereich, auf der oberen Terrasse des Rosengartens eine Sonnenuhr (auf kreisförmiger Sandsteinplatte ein Sandsteinquader, am oberen Rand ein Fries mit Tierkreiszeichen, auf der Oberseite die runde Uhrenscheibe mit Zeiteinteilung, aber ohne Zeiger)
  - Denkmäler: im Ost-Bereich auf kreisförmigem Platz sogenanntes Kugeldenkmal (Granitstein mit Inschrift: „1813“, darüber ein Kreuz), am Rand des Platzes große Kanonenkugeln (Granit), Einfassung des Platzes mit sogenanntem Tiergartengitter, im Südwest-Bereich das Denkmal für Alexander von Humboldt, auf einem dreistufigen Podest (Porphyr) ein Sockel (Porphyr) mit der Inschrift: „Dem Andenken / an / ALEXANDER / von Humboldt / 1769–1859“, darauf aufgesetzt die Humboldtbüste, auf der Rückseite am Sockelfuß bezeichnet: Gef. A. Gebhardt 1871, im Südwesten der Stadthalle Meridianstein 15. Grad östlicher Länge (1961, C. Däunert)
  - Bemerkung: Umgebung des Gärtnerhauses war, einem Pleasure-ground ähnlich, mit Beeten ausgeschmückt, ehemaliger Standort des Jakob-Böhme-Denkmals in Nähe der Stadthalle, wegen des Ausbaus des Grenzüberganges wurde es 1972 in den Park des Friedens umgesetzt
2. ↑  Der Bau des Wasserturms fällt in die Vergrößerungsphase des Görlitzer Bahnhofs, die mit ständiger Zunahme des Güter- und Personenverkehrs Anfang des 20. Jahrhunderts nötig wurde. Nach einem Entwurf des Königlichen Eisenbahn-Betriebsamtes errichtete man den prägnanten Putzbau an der Sattigstraße ab 1912 für die Betriebswasserversorgung der Dampflokomotiven (Fassungsvermögen des Wasserbehälters 200 m³). Der kreisrunde Turmschaft misst im Durchmesser 8 Meter und ruht auf zwölf Ziegelpfeilern, die unterhalb des auskragenden Behältergeschosses in gestaffelten Segmentbögen enden, wodurch die Wandflächen zwischen den Stützen schräg nach innen weisen und dem Turm eine gewisse Dynamik verleihen. Um den 6,50 Meter großen Niveauunterschied zwischen Gleisbett und Sattigstraße auszugleichen, steht der Turm straßenseitig auf einem Natursteinfundament, das der Böschung folgt. Der Turmschaft wird über eine Reihe schmaler Schlitzfenster beleuchtet, im Behältergeschoss sind diese Fenster als liegende Formate in die 16 durch Putzlisenen unterteilten Flächen knapp unterhalb der Traufe eingeschrieben. Eine Hohlkehle vermittelt zum Kegeldach, das in einer Entlüftungshaube endet. Gleisseitig ist am Behältergeschoss der Wasserstandsanzeiger erhalten. Der Wasserturm am Görlitzer Bahnhof ist als früher Vertreter des Neuen Bauens in seiner gut proportionierten, klaren Formensprache ein baugeschichtlich wertvolles Beispiel der Industriearchitektur in Görlitz. Als Zeugnis für die Entwicklung des Eisenbahnwesens Anfang des 20. Jahrhunderts ist er zudem eisenbahngeschichtlich von Bedeutung.

Empfangsgebäude, östlich davon Postgebäude, westlich Bahn-Verwaltungsgebäude, ganz westlich Eisenbahnerheim als Übernachtungsbau für reisendes Bahnpersonal, alle Bahnsteige mit Überdachungen und Häuschen, Eingangsbau in die Unterführung zu den Bahnsteigen (eingeschossig, Klinker mit Walmdach und Mittelgiebel) an der Sattigstraße, Stellwerk B5 als Reiterstellwerk mit dem 1916 in Betrieb genommenen elektromagnetischen Stellwerk 1907/12 an der Sattigstraße, Unterführung der Zittauer Strecke von 1872/73 mit aus Naturstein gemauerten Wänden, Fußgängerbrücke hinter dem Grundstücke Bahnhofstraße 62 und Stahlfachwerkbrücke mit seitlichen Vollwandträgern der Strecke Görlitz-Breslau sowie Tunnel unter der Blockhausstraße. Entworfen wurde der Bahnhof von der Direktion Breslau und Herrn Regierungsbaumeister Eckert, Elektrifizierung der Strecke 1923. Das erste Bahnhofsgebäude entstand – gleichzeitig mit der Fertigstellung der Strecke Dresden-Görlitz – im Jahre 1847. Ein Umbau erfolgte von 1866 bis 1869. Die heutigen Hauptgebäude wurden in den Jahren 1914–1917 errichtet. Der lange Klinkerbau nördlich entlang der Strecke ist der Neue städtische Packhof. Datierung: Post 1914/15, Empfangsgebäude und Verwaltungsbau 1915 bis 1917, Eisenbahnerheim um 1920.
3. ↑  Sachgesamtheitsteile:
  - Hofpflasterung mit Resten des Gleisanschlusses: Pflasterung im hinteren Hofbereich überwiegend aus Granit oder Schlackesteinen, darin eingelassen die Reste des Gleisanschlusses, der über den Anschluss der benachbarten Waggonfabrik realisiert wurde
  - zwei Maischetanks: ein ca. 7 m hoher Zylinder (Baujahr 1955) sowie ein ca. 12 m hoher Zylinder auf größerer Grundfläche (Baujahr 1966) aus geschweißten Eisensegmenten mit zugehörigen Kontroll- und Wartungseinrichtungen

Beschreibung des Gartendenkmals (Silke Epple, 29. August 2008):
  - Bauliche Schutzgüter:
    - Gebäude: Fabrikantenvilla
    - Einfriedung: aufwändig gestalteter schmiedeeiserner Ziergitter-Zaun mit Granit-Sockel (Einzeldenkmal)

  - Erschließung:
    - Zugang: nördlich der Villa sowie über Veranda der Villa
    - Wegesystem: Wege entlang des Zaunes, Nord-Süd-Weg mit Aufweitung um einen Springbrunnen im Zentrum des Gartens, Weg von der Veranda der Villa nach Westen zum Springbrunnen, alle Wege mit wassergebundener Decke

  - Gartenbauten: Reste eines Pflanzenhauses an der Nordseite des Gartens
  - Wasserelemente: Springbrunnen (Einzeldenkmal) aus Terrakotta im Zentrum des Gartens
  - Vegetation:
    - Einzelbäume: Rosskastanie (Aesculus hippocastanum) nördlich des Verbindungsweges zwischen Veranda der Villa und Brunnen, Winter-Linde südlich des Verbindungsweges zwischen Veranda der Villa und Brunnen
4. ↑  Einzeldenkmale:
  - Fabrikantenvilla (Nummer 32)
  - Villengarten mit struktur- und raumbildender Bepflanzung, Wegesystem und Einfriedung
  - Springbrunnen aus Terrakotta mit Rübezahl als Brunnenfigur im Dreieck Hilgerstraße/Bautzener Straße
  - Terrakottabrunnen mit figürlichen Darstellungen an der Bautzener Straße
  - Fabrikgebäude entlang der Hilgerstraße sowie spätere Anbauten und Schornstein einschließlich der erhaltenen technischen Ausstattung (darunter Kesselanlage und Dampfkompressor, vergleiche ausführlichere Beschreibung weiter unten)
  - Gewächshaus (Pflanzenhaus)
  - zwei Maischetanks im Fabrikhof
  - Pflasterung im Hofbereich
  - Fabrikantenvilla (Nummer 33)

Beschreibung der Kultur- und technischen Denkmale:
  - Fabrikantenvilla (Nummer 32): 1875 errichtet, zunächst Wohnhaus für den Fabrikanten Guido Hagspihl mit Familie, später auch Unterbringung von Büro- und Verwaltungsräumen sowie einer Dienstwohnung (1912 als Contor bezeichnet), 1897 Verlagerung des Wohnsitzes in eine neu errichtete Villa in der Goethestraße 5 (Objekt 09281843), aufwändig gestalteter mehrgeschossiger Baukörper in der Formensprache des Historismus, mit repräsentativer Eingangshalle, reiche Innenausstattung
  - davor Villengarten (wohl in Zusammenarbeit mit Landschaftsarchitekten entstanden) mit Springbrunnen aus Terrakotta (Brunnenfigur Rübezahl aus Zinkguss) im Dreieck Hilgerstraße/Bautzener Straße, umgeben von aufwändig gestalteter Einfriedung
  - ein zweiter Terrakottabrunnen mit figürlichen Darstellungen (drei Delphingrotesken speien Wasser in eine von Putten getragene Schale) an der Hofeinfahrt von der Bautzener Straße, umgeben von einer Rasenfläche
  - Gewächshaus am südlichen Giebel des Fabrikgebäudes, unmittelbar nördlich des Villengartens: 1875 errichtet, 1887 umgebaut, zum Teil verputztes, niedriges Klinkergebäude mit zwei Oberlichtern, zugemauerte Fensteröffnungen
  - Pflasterung im Hofbereich: Granit und Basalt
  - Fabrikgebäude (bis 1993 in Betrieb): entlang der Hilgertstraße mehrgeschossige Klinkerbauten, in mehreren Bauabschnitten errichtet, zum Teil mit Lisenengliederung, spätere teils ein-, aber auch mehrgeschossige Erweiterungen im Fabrikhof, ebenfalls in Klinkerbauweise, zum Teil auch als Betonskelettkonstruktion, letztere verputzt, uneinheitliche Dachlandschaft (Mansard-, Sattel- und Flachdächer, teils mit Oberlichtern), Gebäudeensemble mit drei, teils großzügig angelegten Treppenhäusern, teils aufwändige Fliesung
  - wesentliche funktionale Bestandteile des Fabrikgebäudes sind:
    - Gärerei/Brennerei
    - Kesselhaus: teils geflieste Wände, leichte Dachkonstruktion aus Eisenbindern und mit Teerpappe abgedichteter Holzdeckung (bei Explosion Ableitung der Druckwelle über das Dach), fast vollständig erhaltene technische Ausstattung (s. w. u.), aufgrund der Schadhaftigkeit des Daches Feuchtigkeitsschäden, Pflanzenbewuchs
    - Maschinenraum (altes Turbinenhaus): verschiedenfarbige Bodenfliesen, Wände schlichter gefliest, darin Dampfkompressor (s. w. u.)
    - Schornstein: polygonaler Sockel mit Gesims aus roten Ziegelsteinen, runder Schaft aus gelben Ziegelsteinen, jeweils in Abständen von eisernen Spannringen umschlossen, um den Sockelbereich eine vermutlich DDR-zeitliche Filteranlage mit Ventilator und Absackvorrichtungen (Entstaubung)

Zur technischen Ausstattung gehören u. a.:
  - im Kesselhaus drei Doppelflammrohrkessel (mit Vorfeuerung und Überhitzer, teils auch mit Dampfdom, Baujahre 1911 (1 ×) bzw. 1938 (2 ×), Hersteller jeweils Christoph & Unmack Aktiengesellschaft, Niesky, 1947 mit Schwingrost-Vorfeuerungen vom Mitteldeutschen Feuerungsbau für den Betrieb mit Rohbraunkohle nachgerüstet) sowie die zugehörige technische Infrastruktur (Kohlenförderung, Rohrleitungen zur Dampfverteilung und zur Steuerung, Kesselwarte, Speisepumpen etc.)
  - im Maschinenraum eine liegende Einzylinder-Gegendruckdampfmaschine mit Ventilsteuerung und stehendem Fliehkraftregler, Kompressor direkt mit Kolbenstange gekoppelt – Dampfgebläsemaschine (Liefermenge 5.000 m³/h Luft, Baujahr 1924, Hersteller Maschinenfabrik und Eisengießerei G. A. Schütz, Wurzen, Nummer 50555), für die Malzdarre genutzt, zudem zugehöriges Werkzeug (etwa mit Wandtafel befestigt)
  - in der Gärerei/Brennerei vermutlich mehrere Gärkessel und zugehörige technische Infrastruktur (bisher nicht überprüft)
  - zwei Maischetanks im Fabrikhof: ca. 9 m hohe Zylinder aus vernieteten Eisensegmenten (Baujahre 1930 bzw. 1939), Boden geschlossen, gerundeter oberer Abschluss mit Lüftungsöffnung, Heizschlangen im Inneren, Leitungen, Füllstandsanzeiger und Leiter außen, oben umlaufendes Geländer
5. ↑  Beschreibung des Gartendenkmals (Ragnhild Kober, 10. September 2008):
  - Einfriedung: Torpfeiler aus rotem Klinkermauerwerk (Abdeckung fehlt), westlicher Einfriedungszaun mit Granitsockel und Stützen sowie Zaunfelder aus Metallkonstruktion, südliche Einfriedungsmauer aus Ziegelmauerwerk mit Putzresten Süd-Pforte mit einem Türflügel aus Metallkonstruktion zwischen zwei kurzen Mauerabschnitten aus Klinkermauerwerk mit je einer Putzfläche, an der Pforte Stufen aus Granit, zum Ochsenzwinger an der Nord-Grenze des Gartens eine Mauer aus Klinkermauerwerk
  - Gartenbauten: ein kleines Gartenhäuschen aus Fachwerk mit roten Klinkern ausgefacht und Ziegeldach
  - Gehölze: Flieder an der südlichen Einfriedungsmauer, zwei Hemlocktannen, eine Esche, ein Obstbaum eine Weide im Osten der Süd-Pforte
  - Erschließung: im Garten Reste eines gepflasterten Weges aus Mosaiksteinpflaster (Basalt) mit Kantensteinen
  - Bemerkung: Villa steht leer, der Garten ist beeinträchtigt durch Eingriffe im Bodenrelief
6. ↑  Die Berliner Straße entstand aus der Salomons-Gasse und ihrer östlichen Abgabelung, der Kleinen Biesnitzer Gasse, die als Hohlweg nach Süden bis zu ihrer Einmündung in die Biesnitzer Straße führte. Den Bahnhof hatte man in die Achse der Kleinen Biesnitzer Gasse gelegt, wodurch diese im Gegensatz zur Salomonstraße sofort gekappt war. Aus der alten Verbindung war eine innerstädtische Straße geworden, die dann folgerichtig 1847/48 zu einer Hauptstraße ausgebaut und 1850 in Packhofs-Straße umbenannt wurde. Namensgebend war der gegenüber dem Bahnhof gelegene, 1850/52 gebaute städtische Packhof, heute Bahnhofstraße 23. 1867 erfolgte eine erneute Umbenennung in Berliner Straße – eine Huldigung an die Hauptstadt Preußens. Da sich die Berliner Straße als direkt auf das Empfangsgebäude des Bahnhofs zulaufende Straße mit vielen Verkaufseinrichtungen, Hotels und Restaurationen bald weit städtischer und belebter als die Salomonstraße darbot, wandelte der Magistrat um 1880 die gesamte Straße vom Postplatz zum Bahnhof in eine durchführende Berliner Straße um, von der nun eine kurze und an der Bahnstrecke ebenfalls endende Salomonstraße abzweigte. Die Häuser der Berliner Straße wurden dementsprechend umnummeriert (alt 17 – neu Nummer 32, alt 15 – neu 40 links und 41 rechts, alt 26 – neu 42, alt 27 – neu 43, alt 28 – neu 44). Die neue Bebauung der Packhofs-Straße und späteren „alten“ Berliner Straße (also zwischen Salomonstraße und Bahnhof) begann um 1860. Am nördlichen Ende, direkt in der spitzen Ecke der Abgabelung, entstand die heutige Salomonstraße 1 im Jahr 1857, am südlichen, dem Bahnhof zugewandten Ende die auf der westlichen Straßenseite gelegene Nummer 38 (zunächst Packhofstraße 5) im Jahr 1861. Beide Bauten bestehen noch. Die anderen Häuser entstanden zum großen Teil in den 1870er Jahren, einige zu Beginn der 80er Jahre.